# One Piece
One Piece (japanisch ONE PIECE, Wan Pīsu) ist eine seit 1997 laufende, international erfolgreiche Mangaserie des japanischen Mangaka Eiichirō Oda, die für Fernsehen und Kino auch als Anime umgesetzt wird. Sie wird seit 1997 wöchentlich im Shūkan Shōnen Jump veröffentlicht. Die einzelnen Kapitel werden auch in Sammelausgaben gebündelt von Shūeisha veröffentlicht, wobei diese mehrfach Rekorde bei der Veröffentlichung brachen, einschließlich der höchsten Startauflage eines Buches in Japan und dem ersten Buch, das über drei Millionen Exemplare verkauft hat. Mit weltweit mehr als 500 Millionen verkauften Exemplaren zum August 2022 ist es die meistverkaufte Mangaserie der Geschichte.

## Szenario
In einer fiktiven Welt sucht die Strohhutbande, eine Gruppe von Piraten unter der Führung von Monkey D. Ruffy, nach dem legendären Schatz des Piratenkönigs Gol D. Roger, dem One Piece. Dabei müssen sie es mit vielen mächtigen Piraten, der Marine aber auch mit der Weltregierung aufnehmen, welche die Entdeckung des One Piece um jeden Preis verhindern will.
Die Serie ist in große Handlungsbögen unterteilt, an deren Ende meist der Kampf gegen einen mächtigen Gegner steht. Dabei töten Ruffy und seine Crew ihre Gegner jedoch nicht: Eiichirō Oda begründet dies damit, dass die besiegten Gegner durch ihre Niederlage ohnehin das Ende ihrer Träume und Überzeugungen erleiden. Einige ehemalige Gegner kehren im späteren Verlauf der Geschichte mit oft positiven Motiven zurück, teilweise gibt es aufgrund gemeinsamer Ziele eine zeitweilige Zusammenarbeit.
Zusätzliche Nebenhandlungen ergeben sich durch sogenannte Coverstorys, die auf den Titelseiten einzelner Kapitel erzählt werden und weitere Erlebnisse von bereits besiegten Gegnern oder zurückgelassenen Mitstreitern zeigen und auch neue Charaktere einführen. Der jeweilige Handlungsstrang kann zu einem späteren Zeitpunkt auch wieder zur Haupthandlung zurückführen. Ein Beispiel ist die von Fans so benannte Buggy-Coverstory: Nachdem der Pirat Buggy von Ruffy besiegt wurde, erlebt er eine kleine Odyssee abseits des Hauptgeschehens und kehrt später zurück, um sich an Ruffy zu rächen.

### Die Welt

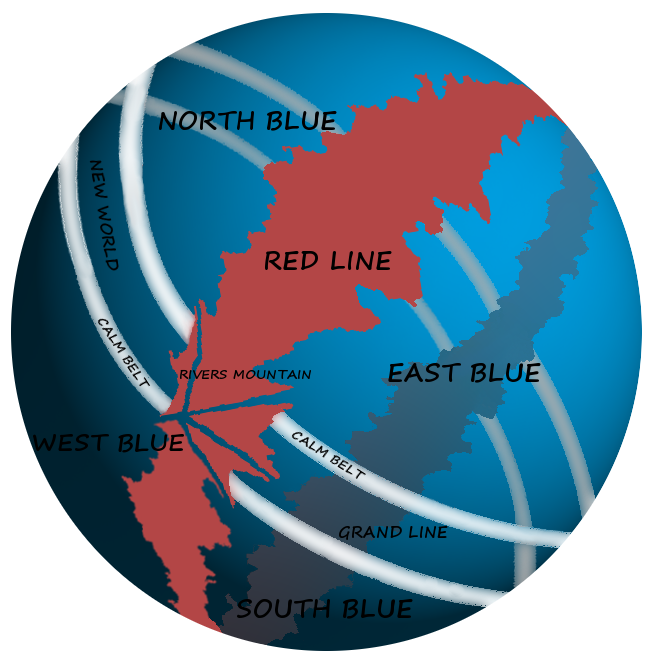
Globus-Skizze der One-Piece-Welt (inoffiziell)

Die Welt in One Piece besteht zum größten Teil aus den vier großen Ozeanen: Eastblue, Westblue, Northblue, Southblue und den dort befindlichen Inseln. Um den gesamten Planeten zieht sich die sogenannte Grandline (偉大なる航路, Gurandorain, „großer Seeweg“), ein Meeresabschnitt mit unberechenbaren Strömungen und ständigen Wetterumschwüngen. Entlang der Grandline befinden sich die mächtigsten Piraten und gefährlichsten Inseln der Welt, weshalb sie auch als das „Piratengrab“ bezeichnet wird. Dort soll auch der legendäre Schatz, One Piece zu finden sein. Die Randgebiete der Grandline werden als Calm Belt (凪の帯, Kāmuberuto, „Gürtel der Windstille“) bezeichnet, da es dort stets windstill ist und diese Gebiete von riesigen Seeungeheuern – den Seekönigen – bewohnt werden. Aufgrund dessen ist die Grandline von den Blue-Ozeanen getrennt. Einer Legende zufolge gibt es auf der Grandline auch den Allblue, in dem sich alle vier Blue-Ozeane vereinen. Der einzige Kontinent der Welt ist die Redline (赤い土の大陸, Reddorain, „Kontinent der roten Erde“), der sich ringförmig um den Planeten erstreckt und dabei die Grandline zweimal kreuzt.
Der erste Zugang zur Grandline liegt an der Kreuzungsstelle von Grandline und Redline, wo Strömungen aus den vier Ozeanen über den Berg Rivers Mountain in die Grandline fließen. Die zweite Hälfte der Grandline, die Neue Welt, kann nur über zwei Wege am zweiten Schnittpunkt erreicht werden: Zum einen ist dies das auf der Redline gelegene Heilige Land Mary Joa, welches auch der Sitz der Weltregierung ist. Zum anderen ist es die Fischmenscheninsel, welche am Meeresgrund unterhalb der Redline liegt und nur mit einer speziellen Schiffsummantelung zu erreichen ist.
Die Navigation entlang der Grandline erfolgt mithilfe sogenannter Log-Ports. Dies sind Kompasse, die auf Magnetfelder, welche zwischen den Inseln verlaufen, reagieren. Es existieren insgesamt sieben verschiedene Magnetfeld-Routen, wobei jede Route ihren eigenen Verlauf hat, aber alle zur Insel Lodestar führen. Jedoch lässt sich die letzte Insel, Laugh Tale (Deutsch auch Unicon genannt), nicht mit einem Log-Port lokalisieren. Auf ihr soll sich das One Piece befinden. Diese Insel ist nur mit den 4 sogenannten Road-Porneglyphen zu erreichen. Bisher gelang es nur dem Piraten Gol D. Roger und seiner Crew, diese Insel zu erreichen, wodurch er den Titel des Königs der Piraten erlangte.

### Handlung

#### Abenteuer im Eastblue
Der junge Pirat Monkey D. Ruffy, der von einer sogenannten Teufelsfrucht, der Gum-Gum-Frucht, gegessen hat und daher seinen gesamten Körper wie Gummi dehnen kann, verlässt im Alter von 17 Jahren das im Eastblue gelegene Windmühlendorf. Er macht sich, wie unzählige andere Piraten, auf die Suche nach dem legendären Schatz One Piece, um damit das Versprechen gegenüber seinem großen Vorbild Shanks einzulösen: König der Piraten zu werden.
Zunächst trifft er auf den Jungen Corby, der beschließt, Karriere bei der Marine zu machen und später schwört, Ruffy eines Tages gefangen zu nehmen. In der Folgezeit gewinnt Ruffy mit dem Schwertkämpfer und ehemaligen Piratenjäger Lorenor Zorro und der diebischen Navigatorin Nami die ersten Mitglieder seiner Strohhutbande. Die drei machen sich Buggy, den Piratenclown, zum Feind, der ihnen auch später auf den Fersen bleibt. Lysop, der Sohn von Yasopp, einem Mitglied von Shanks’ Piratenbande, stößt zur Gruppe und die Strohhutbande bekommt von Lysops Freundin Kaya ihr erstes vollwertiges Schiff, die Flying Lamb, geschenkt. Ruffy kann sich danach die Unterstützung von Sanji sichern, welcher der Smutje des Schiffs wird. Die Strohhutbande reist zu Namis Heimatinsel Konomi, die von einer Gruppe Fischmenschen, der Arlong-Bande, tyrannisiert wird. Weil Nami seit Jahren gezwungen wird für Arlong, den Mörder ihrer Adoptivmutter Bellemere, zu arbeiten, greift die Strohhutbande seine Basis Arlong-Park an und besiegt ihn schließlich. Daraufhin wird von der Marine ein erstes Kopfgeld von 30 Millionen Berry auf Ruffy ausgesetzt. Bevor sich die Strohhutbande über den Berg Rivers Mountain auf die Grandline begibt, macht die Bande Halt in Loguetown, dem Ort der Geburt und Hinrichtung des Piratenkönigs Gol D. Roger. Dort gelingt es dem Marinekapitän Smoker, der durch eine Teufelsfrucht in der Lage ist, sich in Rauch zu verwandeln, beinahe, Ruffy zu besiegen. Dieser wird jedoch im letzten Moment, von einer mysteriösen Person namens Dragon gerettet.

#### Erste Abenteuer auf der Grandline
Auf der Grandline angekommen, retten die Strohhüte den Riesenwal La Boum vor Walfängern von der nahegelegenen Insel Whiskey Peak und treffen mit Krokus zusammen, welcher der Strohhutbande die Bedeutung der Log-Ports für die Navigation auf der Grandline erklärt. Die Strohhutbande trifft anschließend in Whiskey Peak ein und wird scheinbar herzlich empfangen. Zorro erkennt jedoch, dass fast alle Einwohner Kopfgeldjäger der sogenannten Baroque-Firma sind, die es auf Ruffys Kopfgeld abgesehen haben. Er besiegt diese daraufhin im Alleingang. Nami verspricht der Prinzessin von Alabasta, Vivi, ihr im Kampf gegen die Unterwerfung ihres Landes durch die Baroque-Firma, zu helfen. Auf dem Weg nach Alabasta gelangen Vivi und die Strohhüte auf die Winterinsel Drumm, wo sich ihnen Chopper anschließt, welcher der Schiffsarzt der Strohhutbande wird. Als sie schließlich im Wüstenkönigreich Alabasta ankommen, geraten sie in einen Rebellenaufstand. Von den Intrigen der Baroque-Firma getäuscht, glauben die Rebellen, der König sei durch den Einsatz verbotener Chemikalien an der dort seit Jahren herrschenden Dürre schuld. Der tatsächliche Übeltäter ist jedoch der Anführer der Baroque-Firma, Sir Crocodile, einer der Sieben Samurai der Meere, der sich als Held des Volkes feiern lässt. Ruffy kann ihn erst nach einer Verfolgung durch das ganze Land in einem schweren Kampf besiegen. Sir Crocodiles Pläne, die mächtige antike Waffe Pluton zu finden, sind vereitelt. Er wird von der Weltregierung gefangen genommen und verliert seine Position als Samurai der Meere. Als es in Alabasta wieder zu regnen beginnt, ist die Rebellion beendet und Friede kehrt ein.

#### Von der Himmelsinsel bis zur Redline
Nach der Abreise aus Alabasta stellt die Strohhutbande fest, dass sich Sir Crocodiles ehemalige rechte Hand, Nico Robin, an Bord geschlichen hat und mitgenommen werden möchte. Dem stimmt Ruffy gegen den Willen der übrigen Crew zu. Als kurz darauf eine riesige Galeone vom Himmel stürzt und Namis Log-Port nach oben zeigt, wird die Bande auf die Existenz einer Himmelsinsel aufmerksam. Auf dem Weg dorthin haben sie zudem eine kurze Begegnung mit dem Piraten Blackbeard, einem ehemaligen Untergebenen von Ruffys Bruder Puma D. Ace. Durch einen sogenannten Knock-Up-Stream, eine gewaltige Wassersäule, die in den Himmel schießt, gelangen sie in das Wolkenmeer. Die Himmelsinsel Skypia stellt sich jedoch als wenig paradiesisch heraus. Sie wird seit Jahren vom mächtigen Enel beherrscht, der durch seine Teufelskraft sämtliche Elektrizität kontrollieren kann und sich selbst als Gott ansieht. Dazu kommen Terroranschläge des vertriebenen Stammes der Shandia, die ihre Heimat zurückfordern. Ruffy kann jedoch verhindern, dass Enel die Insel zerstört, und schafft es dank seiner Teufelskräfte Enel zu besiegen. Als die Strohhüte Skypia den Rücken kehren, haben die vormals von Enel unterdrückten Himmelsbewohner und die Shandia Frieden geschlossen.
Da ihr Schiff, die Flying Lamb, mittlerweile stark beschädigt ist, machen sich Ruffy und seine Bande auf den Weg zu einer Schiffswerft auf der Insel Water Seven. Dort erfahren sie, dass das Schiff aufgrund eines gebrochenen Kiels nicht mehr zu retten ist. Da Ruffy die Flying Lamb für ein neues Schiff aufgeben möchte, verlässt Lysop im Streit vorübergehend die Mannschaft. Kurz darauf entfernt sich Nico Robin von der Bande und unternimmt einen Attentatsversuch auf Eisberg, den beliebten Bürgermeister und Werftinhaber. Als die Strohhutbande sie wiederfindet, stellt sich heraus, dass sie nicht freiwillig gehandelt hat: Dahinter steckt ein Komplott der Weltregierung, die hinter den Bauplänen der mächtigen antiken Waffe Pluton her ist. Nachdem die Weltregierungs-Agenten der CP9 erfahren haben, dass Franky, ein Schiffszimmerer, im Besitz der Baupläne der Pluton ist, entführen sie ihn sowie Robin und Lysop nach Enies Lobby, der Justizinsel der Weltregierung. Ruffy und seine Mitstreiter nehmen die Verfolgung auf und erstürmen schließlich die Insel. Nico Robin, die ihren Lebenswillen aufgrund von ständiger Verfolgung verloren hat, berichtet aus ihrer Vergangenheit und es stellt sich heraus, dass sie die einzige Überlebende der Insel Ohara ist. Ohara war 20 Jahre zuvor eine Hochburg der Forschung und es gelang den Forschern, die Wahre Geschichte aus der Zeit des vergessenen Königreichs aufzudecken. Die Weltregierung wollte dies unter allen Umständen verhindern und vernichtete die gesamte Insel Ohara durch einen Angriff einer riesigen Kampfflotte, dem sogenannten Buster Call. Nico Robin wird daher seit Jahrzehnten von der Weltregierung verfolgt und fürchtet nun, dass auch ihre Freunde in der Strohhutbande, sie eines Tages als Gefahr sehen und verraten. Daher macht sie deutlich, dass sie nicht gerettet werden will. Ruffy befiehlt kurz darauf die Flagge der Weltregierung in Brand zusetzen, womit die Strohhutbande der Weltregierung offen den Krieg erklärt. Ruffy verkündet, dass er damit gut leben kann und von Robin hören will, dass sie auch leben will. Laut schreiend bejaht Robin dies und will fortan mit der Bande die Meere befahren. Auch Franky bezieht kurz darauf Stellung und verbrennt zum Schock der CP9-Agenten die Baupläne für die antike Waffe Pluton. Daraufhin kommt es zum Endkampf zwischen der Strohhutbande und den CP9-Agenten. Es gelingt schließlich in harten Einzelkämpfen, die CP9-Agenten zu besiegen und auch Ruffy schafft es, den Anführer der CP-9, Rob Lucci, niederzustrecken. Die Insel Enies Lobby wird währenddessen durch einen Buster Call der Marine völlig vernichtet.
Das Schiff der Strohhutbande, die Flying Lamb, ist nach den letzten Ereignissen nicht mehr zu retten, woraufhin sich die gesamte Bande in einem emotionalen Ritual von ihrem ersten Schiff verabschiedet. Zurück in Water Seven plant Franky, der Bande ein neues Schiff zu bauen. Zeitgleich erscheint ein Schiff der Marine im Hafen. Überraschend zeigt sich, dass an Bord neben Monkey D. Garp, dem Held der Marine, auch Corby ist. Letzterer hat in den letzten Jahren viel trainiert und ist mittlerweile ein Seekadett der Marine. Obwohl die Marine verpflichtet wäre, die Strohhutpiraten festzunehmen, kommt es beim Wiedersehen zunächst zu einem Austausch beider Seiten. Garp berichtet den Strohhutpiraten über die Existenz der vier mächtigsten Piraten der Welt, den vier Kaisern. Einer dieser Piraten ist Ruffys großes Idol Shanks. Zum Schock der Bande wird außerdem offenbart, dass Garp der Großvater von Ruffy ist und es sich bei Ruffys Vater um niemand geringeren als den Anführer der Revolutionsarmee und meistgesuchten Mann der Welt, Monkey D. Dragon, handelt. Nur Ruffy ist über die Identität seines Vaters nicht schockiert, da er diesen nie kennengelernt hat. Schließlich präsentiert Franky der Strohhutbande ihr neues Schiff, die Thousand Sunny und schließt sich ihnen als Schiffzimmermann an.
In der Zwischenzeit kam es auf hoher See zu einem Treffen zwischen den beiden Piratenkaisern Shanks und Whitebeard. Shanks bittet Whitebeard, seinen Kommandanten Ace davon abzuhalten, den Piraten Blackbeard, ein ehemaliges Mitglied der Whitebeard-Piraten, weiter zu verfolgen. Dieser sei laut Shanks extrem gefährlich und er habe durch ihn die Narbe über seinem linken Auge, welche ihm am meisten schmerze, erlitten. Ace hat laut Shanks keine Chance gegen Blackbeard. Diese Aussagen erzürnen Whitebeard und er erwidert, dass Blackbeard mit der Ermordung eines seiner eigenen Kameraden die grundlegendste Regel gebrochen hat, die es gibt. Damit wird er Blackbeard nicht davonkommen lassen. Die beiden Kaiser ziehen ihrer Schwerter und es kommt zu einem Schlagabtausch. Durch das Aufeinandertreffen spalten sich die Wolken am gesamten Himmel. Bereits kurze Zeit später ist es Ace gelungen, Blackbeard auf einer Insel namens Banaro Island aufzuspüren. Ace will ihn nun zur Rechenschaft ziehen, allerdings stellt sich Blackbeards Teufelskraft als derart mächtig heraus, dass Ace im Kampf unterliegt. So gelingt es Blackbeard, Ace an die Marine auszuliefern, um Sir Crocodiles frühere Position als Samurai der Meere zu übernehmen und einen großen Krieg auszulösen.
Die Strohhutbande ist mittlerweile auf dem Weg durch das Mysteriöse Dreieck, eine Art Bermudadreieck. Dort treffen sie auf ein wandelndes Skelett namens Brook, welches auf der Suche nach seinem Schatten ist. Ruffy bietet ihm zur Überraschung der anderen die Mitgliedschaft in seiner Crew an; Brook muss jedoch ablehnen, weil er den Nebel des Mysteriösen Dreiecks wegen seines fehlenden Schattens nicht verlassen kann. Als das riesige Schiff Thriller Bark auftaucht, stiehlt dessen Besitzer Gecko Moria, ein weiterer der Sieben Samurai, auch die Schatten einiger Strohhutpiraten, die nun ebenfalls im Licht der Sonne nicht mehr existieren könnten. Es gelingt ihnen jedoch, Moria und seine Schattenzombiearmee zu besiegen. Die Strohhüte und ihre Mitstreiter sowie viele andere auf der Welt erhalten somit ihre Schatten zurück. Kurz darauf erscheint Bartholomäus Bär, ebenfalls einer der Sieben Samurai, welcher von der Weltregierung geschickt wurde, um alle Augenzeugen von Morias Niederlage zu töten. Nur durch ein Opfer Zorros kann er aufgehalten und die Strohhutbande gerettet werden. Während die Bande den Sieg über Moria feiert, spielt Brook das berühmteste Piratenlied der Welt Binks' Sake. Er berichtet dabei von seinem sehnlichsten Wunsch, seinen alten Freund, den Riesenwal Laboum wiederzusehen. Nachdem Ruffy ihm erzählt, dass sie Laboum getroffen haben und dieser noch immer auf Brook wartet, beschließt er, sich der Bande als Schiffsmusiker anzuschließen.

#### Von der Zerstreuung bis zur Schlacht von Marine Ford
Die erste Hälfte der Grandline ist zurückgelegt und die Strohhutbande will nun zur zweiten Hälfte, der Neuen Welt gelangen. Dazu müssen sie zur Fischmenscheninsel tauchen, welche tief am Meeresgrund unterhalb der Redline liegt. Die Strohhüte treffen unter anderem Okta wieder, ein ehemaliges Mitglied der Arlong-Bande, nunmehr aber ein Freund der Meerjungfrau Kamy. Okta gerät in die Fänge von Menschenhändlern, den Tobiuo Riders. Im Kampf gegen diese zeigt sich bei Ruffy erstmals die Fähigkeit Haki, allerdings unbewusst. Nachdem sie Okta gerettet haben, erfahren sie von ihm, dass sie ihr Schiff auf dem Sabaody-Archipel tauchfähig machen können. Das Schiff muss dazu mit einer luftdichten Membran beschichtet werden. Dazu sollen sie Kontakt mit dem Schiffsbeschichter Silvers Rayleigh aufnehmen. Zudem erklärt Okta, dass momentan Weltaristokraten auf dem Archipel anwesend sind. Diese sind Nachfahren der 20 Königsfamilien, welche vor 800 Jahren die Weltregierung gründeten. Aufgrund dessen stehen sie unter dem besonderen Schutz der Marine. Sollten Weltaristokraten angegriffen werden, hätte dies die Intervention eines Marineadmirals zur Folge. Es gelingt den Strohhutpiraten, die Bar von Silvers Rayleigh zu finden und sie erfahren, dass Rayleigh der ehemalige Vizekapitän von Gol D. Rogers Piratenbande ist. Weiter erfahren sie, dass sich derzeit mit Ruffy und Zorro insgesamt 11 Piraten auf dem Archipel befinden, deren Kopfgeld jeweils über 100 Millionen Berry beträgt. Diese werden Supernovae genannt. Plötzlich wird klar, dass Kamy entführt und auf einer sogenannten Human Auction versteigert werden soll. Dem Weltaristokraten Sankt Charlos, gelingt es, Kamy zu ersteigern. Im darauffolgenden Tumult wird Okta vom Weltaristokraten angeschossen, woraufhin Ruffy ihn mit einem heftigen Schlag niederstreckt. Wie zuvor von Okta beschrieben, hat dies das Eingreifen des Marineadmirals Kizaru, zur Folge. Im darauffolgenden Kampf gegen die Truppen der Marine schließen sich den Strohhüten die Piraten-Mannschaften der Supernovae Trafalgar Law und Eustass Kid kurzfristig an. Gegen die Übermacht der Marine haben sie jedoch keine Chance. Letztlich greift Bartholomäus Bär in das Geschehen ein und lässt jedes Mitglied der Strohhutbande mittels seiner Teufelskraft verschwinden. Die Strohhutbande erleidet an diesem Tag eine totale Niederlage. Es stellt sich jedoch heraus, dass die Strohhutpiraten nicht tot sind, sondern durch eine von Bartholomäus Bärs Fähigkeiten an verschiedenen Orten der Welt verstreut wurden.
Ruffy gelangt dadurch auf Amazon Lily, eine Insel des Amazonenvolks, der Kuja. Deren Anführerin, Boa Hancock, eine weitere der Sieben Samurai, verliebt sich kurz darauf in Ruffy. Er erfährt, dass die Weltregierung seinen Bruder Ace schon bald exekutieren lassen will. Ruffy beschließt, mithilfe von Hancock in das Unterwassergefängnis Impel Down einzubrechen, um Ace zu befreien. Auf dem Weg in die Tiefen von Impel Down kann er alte Freunde und Feinde wie Buggy, Sir Crocodile, Mr. 2 und Mr. 3 befreien. Für die Befreiung von Ace kommt er aber zu spät. Ruffy und seine Mitstreiter befreien allerdings noch Emporio Ivankov, einen hohen Kommandanten der Revolutionäre, dessen Mitstreiter Inazuma sowie Jinbei, einen ehemaligen Samurai der Meere und guten Freund von Ace. Zur selben Zeit dringt auch die Blackbeard-Bande in Impel Down ein. Dieser will seine Mannschaft um einige mächtige und skrupellose Insassen verstärken. Dabei kommt es zu einem erneuten Aufeinandertreffen von Ruffy und Blackbeard. Als Ruffy realisiert, dass er dem Mann gegenübersteht, der für die Gefangennahme seines Bruders verantwortlich ist, kommt es zu einem kurzen, aber heftigen Schlagabtausch. Jedoch wird der weitere Kampf durch Jinbei verhindert. Er verdeutlicht Ruffy, dass dies nicht der richtige Zeitpunkt für einen Kampf mit Blackbeard ist und er sich auf die Befreiung von Ace konzentrieren soll. Letztlich gelingt es Ruffy und seinen Mitstreitern nur knapp, aus dem Impel Down zu entkommen. Sofort machen sie sich auf den Weg zum Ort der geplanten Hinrichtung, dem Marinehauptquartier auf Marineford.
Es kommt zur Großen Schlacht von Marine Ford. Es stehen sich dabei die Whitebeard-Piratenbande samt ihren Verbündeten und die Streitkräfte der Marine samt den Sieben Samurai der Meere gegenüber. Kurz vor Beginn der Schlacht verkündet der Marine-Großadmiral Senghok, dass Ace nicht Ruffys leiblicher Bruder ist, sondern der Sohn des Piratenkönigs Gol D. Roger. Unbeirrt von dieser Tatsache und mithilfe der Whitebeard-Piratenbande gelingt es Ruffy tatsächlich, Ace zu befreien. Doch auf der Flucht wird Ace vor Ruffys Augen von Marineadmiral Akainu getötet, woraufhin Ruffy das Bewusstsein verliert. Kurze Zeit später erscheint die Blackbeard-Piratenbande auf dem Schlachtfeld und verletzt den bereits schwer verwundeten Piratenkaiser Whitebeard weiter. Kurz vor seinem Tod verkündet Whitebeard, dass der Schatz One Piece wahrhaftig existiert und verstirbt im aufrechten Stand. Blackbeard eignet sich nun, verdeckt durch ein mysteriöses schwarzes Tuch, die Erdbeben-Teufelskraft Whitebeards an und beginnt danach, das Marinehauptquartier zu zerstören. Unerwartet taucht Shanks auf, welcher mit seiner Drohung in die Auseinandersetzung einzugreifen, den Rückzug der Blackbeard-Bande und damit das Ende der Kämpfe herbeiführt. Unterdessen gelingt es durch Buggy, dass die bewusstlosen Jinbei und Ruffy das U-Boot von Trafalgar Law erreichen und so vom Schlachtfeld fliehen können.

#### Nachkriegszeit und Ruffys Vergangenheit mit Ace
Kurz nach den Geschehnissen auf Marine Ford erreicht Hancock das U-Boot Trafalgar Laws und bietet ihre Insel Amazon Lily als Fluchtort an. Nach zwei Wochen erwacht Ruffy aus dem Koma. Wütend, traurig und fassungslos muss er sich der Realität stellen, dass er Ace nicht vor dem Tod retten konnte.
Rückblick: Unter Tränen erinnert sich Ruffy an den Teil seiner Kindheit, wie er Ace und Sabo kennenlernte und mit den beiden ewige Bruderschaft schwor. Ruffy wurde als Kind von seinem Großvater Garp zur Bergräuberin Dadan gebracht, welche sich auch um Ace kümmerte. Am Anfang hatten Ace und Ruffy kein gutes Verhältnis, da Ace Ruffy permanent ignoriert und sich nicht mit ihm abgeben will. Ace verbringt seine Zeit lieber mit Sabo, einem Jungen aus der Gegend, der in Wahrheit ein geflohener Adeliger ist. Ruffy entdeckte den Schatz von Ace und Sabo, woraufhin die beiden ihn an einen Baum fesseln. Als Ruffy von einem Piraten gefangen genommen und gefoltert wird, beschließen Ace und Sabo, Ruffy zu befreien, da dieser den Schatz nicht an den Piraten verraten hat. Nach der Rettung werden Ace, Ruffy und Sabo nun doch noch Freunde. Die drei verbringen ihre gesamte Zeit zusammen und schwören sich ewige Bruderschaft. Sabo wird später mit seiner Vergangenheit als Adeliger konfrontiert. Er soll zurück zu seinen Eltern, doch er beschließt abzuhauen und die Segel zu setzen, da er sich dort nicht mehr wohl und frei fühle. Vor dem Hafen wird sein Boot durch Weltaristokraten bombardiert. Ruffy und Ace erhalten die schockierende Nachricht über Sabos Tod und beschließen, immer für einander da zu sein und im Alter von 17 Jahren als Piraten zur See zufahren.
Gegenwart: Ruffy verzweifelt aufgrund des Todes von Ace immer weiter. Mithilfe von Jinbei erinnert sich Ruffy allerdings an seine Freunde und Mitstreiter, wodurch er neuen Mut fasst. Silvers Rayleigh, der Ruffys Versteck findet, gibt ihm allerdings den Rat, nicht sofort zu seinen Freunden zurückzukehren; sie sollen getrennt voneinander und damit unbeobachtet von der Weltregierung ihre Fähigkeiten trainieren, um auf die kommende Zeit vorbereitet zu sein. Ruffy begibt sich daraufhin zusammen mit Rayleigh und Jinbei zurück nach Marine Ford, um dort eine riesige Glocke zu läuten und die Aufmerksamkeit der Presse zu erlangen. Er lässt sich fotografieren; mit einem gemalten Tattoo an seinem Arm, welches eine geheime Nachricht an seine Freunde enthält. Sie sollen nicht sofort, sondern erst in zwei Jahren zum vereinbarten Treffpunkt kommen. Die Strohhutpiraten erhalten und verstehen die Nachricht ihres Kapitäns und beginnen daraufhin ihr zweijähriges Training. Auch Ruffy startet kurz darauf sein Training mit Rayleigh.

#### Zusammenfinden und Tauchgang zur Fischmenscheninsel
Zwei Jahre nachdem sie vom Sabaody-Archipel durch Bartholomäus Bär auf der ganzen Welt verstreut wurden, finden die Strohhutpiraten dort wieder zusammen und starten den lang geplanten Tauchgang zur Fischmenscheninsel.
Gleich nach Ankunft auf der am Meeresgrund liegenden Fischmenscheninsel platzen die Strohhüte in einen gewalttätigen Umsturzversuch von Hody Jones, dem Kapitän der Neuen Fischmenschen-Piratenbande. Hody Jones will die auf Frieden mit den Menschen sinnende Regierung König Neptuns stürzen. Sein Hass richtet sich nicht nur gegen die Menschen von der Oberfläche, sondern auch gegen die Fisch- und Meermenschen, die mit den Menschen in Frieden leben wollen. Der Grund dafür liegt hauptsächlich in seiner Kindheit: Er wuchs im Waisenhaus auf und machte viele schlechte Erfahrungen in Bezug auf Menschen. Als schließlich sein großes Idol Arlong von Ruffy besiegt wurde, war sein Hass nicht mehr aufzuhalten. Letztlich unterliegt er Ruffy aber im Kampf und nimmt dabei sogar die Zerstörung der Fischmenscheninsel in Kauf: Das gigantische Schiff Arche Noah droht dabei auf die Insel zu stürzen und diese zu zerschmettern. Um den Fall zu stoppen, schlägt Ruffy mit ungeheurer Wucht pausenlos auf die Noah ein. Kurz bevor Ruffy am Ende seiner Kräfte ist, erscheinen riesige Seekönige, nehmen die Arche im Schlepptau und retten so die Fischmenscheninsel. Es stellt sich dabei heraus, dass Ruffy ebenso wie Gol D. Roger die Stimme von allen Dingen, in diesem Fall die der Seekönige hören kann. Herbeigerufen wurden die Seekönige unbewusst von Prinzessin Shirahoshi, der Tochter von König Neptun. Wie sich herausstellt, ist Shirahoshi durch diese Fähigkeit eine der drei Antiken Waffen: Poseidon. Während die Strohhutbande den Sieg über Hody und seine Bande feiert, befragt Robin König Neptun nach einem Namen, den sie auf einem Porneglyph im Seewald lesen konnte: Joy Boy. Da der König Robin vertraut, berichtet er ihr, was er durch seine Vorfahren weiß. Er erklärt, dass Joy Boy eine Person von der Oberfläche war, die vor über 800 Jahren lebte. Die Nachricht auf dem Porneglyph ist eine Entschuldigung von Joy Boy an die damalige Prinzessin der Fischmenscheninsel. Darin entschuldigt sich Joy Boy, ein Versprechen nicht einhalten zu können. Der König kennt keine Details dieses Versprechens, aber es heißt, dass die Arche Noah ein Teil dieses Versprechens war. Laut der Legende soll eines Tages jemand kommen und Joy Boys Platz einnehmen, um das Versprechen zu erfüllen.
Die Strohhutbande wird kurz darauf von Jinbei über zwei große Veränderungen informiert, die sich während ihres Trainings in den vergangenen zwei Jahren ereigneten. Zum einen kam es zu einem schweren Kampf zwischen den beiden Marineadmirälen Aokiji und Akainu um den Posten des Großadmirals, den letzterer gewann und Aokiji daraufhin die Marine verließ. Zum anderen ist es Blackbeard gelungen, große Teile von Whitebeards ehemaligem Territorium zu übernehmen und den Titel als einer der Vier Kaiser zu erlangen. Nach dem Tod von Whitebeard, hatte Big Mom, eine weitere der Vier Kaiser, die Fischmenscheninsel gegen eine monatliche Zahlung in Form von Süßigkeiten unter ihren Schutz gestellt. Eine auf der Fischmenscheninsel ansässige Süßigkeitenfabrik wurde allerdings beim Umsturzversuch von Hody Jones zerstört und die übrigen Süßigkeiten wurden von Ruffy während der Dankesfeier gegessen. Aufgrund dessen können die Schutzgeldforderungen von Big Mom nicht erfüllt werden. Als sie dies erfährt und mit der Zerstörung der Fischmenscheninsel droht, bietet ihr Ruffy die gesamten Schätze an, die er zuvor von König Neptun erhalten hat. Dies lehnt sie allerdings ab und erklärt Ruffy daraufhin zu ihrem Feind. Nichtsdestotrotz übergibt Ruffy die gesamten Schätze an Untergebene von Big Mom und erklärt die Fischmenscheninsel zu seinem Territorium, was einer Kriegserklärung gleichkommt.
Die Strohhutbande verabschiedet sich schließlich von Jinbei und der Königsfamilie sowie den jubelnden Bewohnern der Fischmenscheninsel. Bei der Fahrt unter der Redline gerät ihr Schiff in einen Unterwassersturm, wird aber von einer Gruppe Riesenwale gerettet und taucht schließlich abseits des geplanten Kurses an der Oberfläche auf. Die Strohhutbande befindet sich nun in der Neuen Welt.

#### Ankunft in der Neuen Welt: Punk Hazard und Dress Rosa
Direkt nach der Ankunft in der Neuen Welt erreicht die Strohhutbande ein Notruf, woraufhin Ruffy, Zorro, Lysop und Robin zu der nahe gelegenen Insel Punk Hazard aufbrechen. Auf der Insel befanden sich drei Forschungseinrichtungen des Wissenschaftlers Dr. Vegapunk, von denen zwei bei einer Explosion zerstört wurden. Die Explosion und die Freisetzung von Giftgas wurden durch Vegapunks Rivalen Caesar Crown verursacht. Aufgrund des auf der Insel ausgetragenen Duells zwischen den Marineadmirälen Akainu (Magma-Teufelskraft) und Aokiji (Eis-Teufelskraft) ist das Klima der Insel dauerhaft in eine heiße und eine kalte Region geteilt. Caesar Crown experimentiert nun auf der verlassenen Insel mit einer Massenvernichtungswaffe in Form von Giftgas und lässt zudem verschleppte Kinder in seine Labore bringen. Er verabreicht ihnen dort Süßigkeiten mit giftigen Zusatzstoffen, die sie in Riesen verwandeln und von den Substanzen abhängig machen. Darüber hinaus wird auf Punk Hazard die Substanz SAD, zur Herstellung künstlicher Teufelsfrüchte produziert. Auf der Insel trifft die Strohhutbande erneut auf Trafalgar Law, der Ruffy eine Allianz für einen Kampf gegen Kaido, einen der Vier Kaiser, anbietet. Ruffy willigt trotz anfänglicher Bedenken seiner Crew ein. Er und seine Mitstreiter treffen auf der Insel außerdem auf zwei Samurai aus dem Land Wa no Kuni. Dabei handelt es sich um Kinemon und Momonosuke, wobei letzterer im Verlauf der Geschehnisse eine künstliche Teufelsfrucht isst und die Fähigkeit erlangt, sich in einen Drachen zu verwandeln. Es stellt sich schließlich heraus, dass der Drahtzieher für die Ereignisse auf Punk Hazard, der „Joker“, in Wirklichkeit Don Quichotte de Flamingo, einer der Sieben Samurai ist. Der Strohhutbande gelingt es jedoch zusammen mit Trafalgar Law sowie einem Zweckbündnis mit Smoker, Tashigi und G5-Marinesoldaten, Caesars Pläne zu vereiteln, die Kinder zu befreien und die SAD-Produktion zu zerstören. Die Strohhutbande verlässt daraufhin die Insel mit Caesar als Gefangenem. Trafalgar Law wusste, dass De Flamingo zur weiteren Produktion der SAD-Substanz Caesar benötigt und in einer Lieferschuld gegenüber Kaido steht. Law macht De Flamingo daher das Angebot, ihm Caesar zu übergeben, wenn er seine Position als Samurai der Meere aufgibt. De Flamingo, der die Kräfte der Faden-Teufelsfrucht besitzt, begibt sich daraufhin nach Punk Hazard und überwältigt Smoker, Tashigi sowie die G5-Marinesoldaten. Da Smoker ihm nicht den Verbleib der Strohhutbande preisgeben will, ist De Flamingo kurz davor, Smoker zu töten, doch erscheint plötzlich der ehemalige Marineadmiral Aokiji und rettet ihn.
Daraufhin gibt De Flamingo der Forderung Trafalgar Laws nach und erklärt seinen Rücktritt als Samurai der Meere. Die Strohhutbande reist nun nach Dress Rosa, um Caesar vereinbarungsgemäß zu übergeben und auch, um die Fabrik zu zerstören, in der die künstlichen Teufelsfrüchte hergestellt werden. Während Law, Robin und Lysop, Caesar übergeben wollen, wird Ruffy auf ein Kampfturnier aufmerksam. Der Preis für den Gewinner wird von De Flamingo präsentiert und ist nichts Geringeres als die Feuer-Teufelsfrucht und damit die Teufelskraft von Ruffys verstorbenem Bruder Ace. Um zu verhindern, dass jemand anderes die Frucht erhält, entschließt sich Ruffy, getarnt als Lucy am Turnier teilzunehmen. Kurz vor der Übergabe Caesars stellt sich heraus, dass De Flamingo die Strohhutbande sowie die Weltbevölkerung getäuscht hat und seine Positionen weiterhin innehat. Es zeigt sich, dass er ein ehemaliger Weltaristokrat ist, der immer noch genug Macht besitzt, um eine Falschmeldung hinsichtlich seines Titels zu verbreiten. Aufgrund dieser Täuschung und des plötzlich auftretenden Marineadmirals Fujitora beschließt Law, dass Caesar wieder auf die Thousand Sunny gebracht wird, um zu verhindern, dass er De Flamingo in die Hände fällt. Law verkündete dem Marineadmiral zudem, dass er eine Allianz mit der Strohhutbande eingegangen ist, woraufhin der Admiral ihm den Titel als Samurai der Meere entzieht und ihm fortan feindlich gegenübersteht. Jedoch gelingt es Sanji, Nami, Chopper, Brook und Momonosuke, mit Caesar auf der Thousand Sunny zu entkommen.
In De Flamingos Königreich Dress Rosa stellt sich heraus, dass die vielen lebendigen Spielzeuge der Insel in Wahrheit Menschen sind. Sie wurden von der Teufelsfruchtnutzerin Sugar, einem Mitglied von De Flamingos Bande, verwandelt und gefügig gemacht sowie durch diese Kraft von der übrigen Inselbevölkerung vergessen. Derweil verlief Ruffys Teilnahme am Kampfturnier erfolgreich, doch während er im Kolosseum auf die Endrunde wartet, überschlagen sich die Ereignisse. Law wird in eine Falle gelockt und vor den Augen Ruffys von De Flamingo niedergeschossen. Er entschließt sich das Turnier sofort zu verlassen, um De Flamingo entgegenzutreten. Auf dem Weg aus dem Kolosseum wird er allerdings von einer Person aufgehalten, die für ihn in der Endrunde des Turniers antreten will: sein großer Bruder Sabo, den er für tot hielt und der mittlerweile ein hoher Kommandant der Revolutionäre ist. Ruffy ist nach dieser Begegnung völlig geschockt. Doch es bleibt keine Zeit für viele Wort, sodass Sabo seine Verkleidung als Lucy übernimmt und die Endrunde des Turniers bestreitet. Unterdessen erscheint bei der Thousand Sunny ein Schiff der Big Mom-Piratenbande und greift sofort an. Dies zwingt die Allianz zur Entscheidung, dass die Strohhüte auf dem Schiff bereits zur nächsten Insel Zou, aufbrechen sollen. Ruffy und seine Mitstreiter machen sich nun auf den Weg zum Palast von De Flamingo, um diesen zu stürmen. Unterdessen gelingt es Kinemon, seinen alten Kameraden Kanjuro ausfindig zu machen und sich mit ihm dem Kampf anzuschließen. Die anderen versuchen währenddessen, Sugar außer Gefecht zu setzen, um alle Spielzeuge wieder in Menschen zurückzuverwandeln, was – als alles verloren scheint – durch eine überraschende Reaktion Lysops doch noch gelingt. Den Kampf im Kolosseum kann Sabo schließlich für sich entscheiden, woraufhin er die Feuer-Frucht isst und die Teufelskräfte seines verstorbenen Bruders erhält. De Flamingo greift nun zu radikalen Mitteln und bedroht alle Bewohner der Insel mit seiner „Vogelkäfig“-Attacke: Mithilfe seiner Teufelskräfte umschließt er die gesamte Insel mit messerscharfen, extrem widerstandsfähigen Fäden, die sich schließlich immer weiter zusammenziehen. So will er letztlich die Auslieferung von Ruffy und seinen Mitstreitern erzwingen. Kurz darauf kommt es aber bereits zur finalen Konfrontation zwischen De Flamingo sowie Ruffy und Law. Im Kampf gelingt es Law zwar, De Flamingo schwer zu verletzen, aber letztlich verlassen ihn seine Kräfte. Ruffys Verbündeten gelingt es unterdessen, die „Vogelkäfig“-Attacke so zu verlangsamen, dass Ruffy genügend Zeit für einen vernichtenden Schlag gegen De Flamingo erhält. Der Tyrann ist besiegt, doch die von seiner Schreckensherrschaft befreite Insel liegt in Trümmern. Marineadmiral Fujitora bittet Riku, den ehemaligen und neuen König von Dress Rosa, öffentlich um Verzeihung, weil die Weltregierung De Flamingo als Samurai der Meere gewähren ließ.
Drei Tage später verlässt die Strohhutbande Dress Rosa. Dabei können sie mithilfe der Bevölkerung sowie ihrer neu gewonnenen Mitstreiter einem Festnahmeversuch der Marine entgehen. Die Piratengruppen und Kämpfer, welche mit der Strohhutbande gegen De Flamingo kämpften, haben sich kurz darauf zusammengefunden, um die Strohhut-Großflotte zu gründen. Deren Kapitäne wollen Ruffy zu ihrem Oberhaupt machen, was Ruffy allerdings ablehnt. Ungeachtet dessen versichern sie ihm feierlich ihre zukünftige Unterstützung.

#### Auseinandersetzung mit den Piratenkaisern Big Mom und Kaido
Ruffy und seine Gruppe erreichen zusammen mit Trafalgar Law die Insel Zou. Es stellt sich heraus, dass Zou keine normale Insel ist, sondern ein Gebiet auf dem Rücken eines gigantischen Elefanten namens Zounisha. Es gelingt ihnen, den Rücken des Elefanten zu erklimmen. Oben angekommen treffen sie endlich auf die anderen Strohhutpiraten, welche bereits nach Zou voraus segelten. Allerdings stellt sich heraus, dass Sanji von Capone Bege, einem Mitglied der Big Mom-Piratenbande gezwungenermaßen zu seiner eigenen Hochzeit eingeladen wurde und die Strohhüte daher in Richtung Whole Cake Island verlassen hat. Ruffy beschließt daraufhin, dass die Strohhüte Sanji zurückholen müssen. Zou zeigt sich derweil als die Heimat der Minks, welche eine kampfstarke Hybridspezies zwischen Tieren und Menschen sind. Kurz vor dem Eintreffen der Strohhüte wurde Zou von einer Piratenbande unter der Führung von Jack, einem Untergebenen des Piratenkaisers Kaido, überfallen. Jack suchte dabei nach dem Ninja Raizo, einem ehemaligen Mitstreiter von Oden Kouzuki, dem Vater von Momonosuke, welcher von Kaido hingerichtet wurde. Jacks Ziel war es doch noch an dessen geheim gehaltenes Wissen über die Welt zu kommen: Oden war ein Daimyō aus Wa no Kuni und entstammte der Linie der Steinhauer, welche die Porneglyphe herstellten. Trotz massivster Folter schafften es die Einwohner von Zou, Jack gegenüber abzustreiten, dass sich der Ninja Raizo auf der Insel aufhalte. Auch konnten die Minks den Piraten von Kaido erfolgreich Gegenwehr leisten und wurden erst bezwungen, als diese ein Giftgas einsetzten. Erst auf die Nachricht, dass De Flamingo von Ruffy besiegt und von der Marine inhaftiert wurde, verließ Jack die Insel und griff den stark gesicherten Gefangenentransport De Flamingos an. Jedoch gelang es ihm nicht, diesen zu befreien. Nach Jacks Abreise waren die Minks durch die anhaltende Wirkung des Giftgases dem langsamen Tod geweiht. Doch durch das Eintreffen der Strohhutpiraten gelingt es, dass Chopper mit Caesars Hilfe den Minks rechtzeitig ein Gegenmittel verabreichen kann. Im Anschluss führen die Minks die Strohhüte zum gesuchten Raizo, der sich im sogenannten Wal-Baum hinter einer geheimen Tür befindet. Im Wal-Baum befindet sich zudem eines der 4 Road-Porneglyphe, welche zusammen den Weg zum One Piece preisgeben. Es ist somit das erste Road-Porneglyph, dessen Informationen die Strohhutbande in ihren Besitz bringen kann. Bei Jacks Versuch, kurz darauf nach Zou zurückzukehren, zeigt sich, dass Momonosuke in der Lage ist, mit Zounisha zu kommunizieren. Er gibt dem gigantischen Elefanten die Erlaubnis, sich zur Wehr zu setzen, woraufhin Jacks Flotte mit einem Schlag vernichtet wird. Um Kaido entgegenzutreten, schließen sich die Minks der Allianz von Ruffy und Law an. Die Allianz teilt sich bei der Abreise von Zou allerdings in zwei Gruppen: Ruffy, Nami, Chopper, Brook, Pedro, Pekoms und Carrot machen sich zur Rettung von Sanji auf den Weg nach Whole Cake Island, der Heimatinsel von Big Mom. Die anderen begeben sich mit Law bereits nach Wa no Kuni, um den Kampf gegen Kaido vorzubereiten.
Angekommen im Territorium von Big Mom, wird klar, dass Sanji gezwungen werden soll, Charlotte Pudding, eine Tochter Big Moms zu heiraten. Um Sanji gefügig zu machen, wird ihm gedroht, ansonsten seine alten Freunde aus dem Eastblue, insbesondere „Rotfuß“ Jeff, zu ermorden. Hinter diesem „Ehearrangement“ steckt maßgeblich Sanjis skrupelloser Vater Jajji Vinsmoke, Oberhaupt der Germa 66-Armee, welcher Sanji einst als Kind verstoßen hatte, ihn aber nun für ein Bündnis mit Big Mom nützlich findet. Nach vielen Jahren sieht Sanji seine Schwester Reiju, seine Brüder Ichiji, Niji, Yonji und seinen Vater wieder, von denen der Rest der Strohhutbande bis zu Sanjis Verschwinden nichts wusste. Sanji verliebt sich später tatsächlich in Pudding. Kurz vor der Heirat hört er jedoch, wie Pudding damit prahlt, dass die Heirat ein Trick Big Moms ist, um Sanjis Familie in eine mörderische Falle zu locken und somit die Führung über die Germa 66-Armee zu erlangen. Brook gelingt es derweil, heimlich die Informationen von Big Moms Road-Porneglyph zu kopieren, wodurch die Strohhutbande nun im Besitz von zwei Road-Porneglyphen ist. Kurz darauf taucht Jinbei im Geschehen auf und offeriert Ruffy eine Zusammenarbeit mit Capone Bege, da sich dieser als getarnter Feind von Big Mom zu erkennen gibt. Er erläutert Capones Plan, um die mächtige Piratenkaiserin zu töten: Bei der Hochzeitszeremonie soll sie derart in ohnmächtige Wut versetzt werden, dass sie geschwächt und somit verwundbar wird. Den Strohhüten gelingt es kurz darauf tatsächlich, Big Mom in völlige Rage zu versetzen und zu schwächen, doch das Attentat misslingt dennoch. Big Mom und ihre Gefolgsleute gehen daraufhin zum Gegenangriff über. Nur durch eine plötzliche Explosion, welche das gesamte Schloss Big Moms zerstört, können die Strohhutpiraten zunächst entkommen. Ruffy bringt es unterdessen fertig, den mächtigsten Gefolgsmann Big Moms, Katakuri in seinem bisher härtesten Kampf zu besiegen. Die gefräßige Piratenkaiserin hat zur selben Zeit einen unstillbaren Tobsuchtsanfall aufgrund einer zerstörten Hochzeitstorte und verfolgt die übrige Strohhutbande. Jedoch gelingt es Sanji, eine neue, derart köstliche Hochzeitstorte zu backen, dass Big Mom von ihrem Tobsuchtsanfall befreit wird. Im Anschluss schafft es Sanji, mit dem völlig erschöpften Ruffy auf die Thousand Sunny zu gelangen. Jinbei, welcher sich während der Hochzeitszeremonie von Big Mom lossagte und jetzt offiziell ein Mitglied der Strohhutbande ist, bleibt im Meer zurück und ermöglicht zusammen mit den Fischmenschen sowie der Germa-66 die Flucht der Strohhüte von Whole Cake Island. Big Mom erfährt kurze Zeit später aus der Zeitung, dass die Geschehnisse als ihre Niederlage angesehen werden, und schwört daraufhin Rache.
Zur selben Zeit findet im heiligen Land Mary Joa, dem Sitz der Weltregierung, die sogenannte Reverie, die Weltkonferenz der Könige, statt. Neben Freunden der Strohhutbande sind auch Feinde, wie beispielsweise die mächtigsten Geheimagenten der Weltregierung, die CP 0, anwesend. Zu ihnen zählen mittlerweile auch einige der ehemaligen CP 9-Agenten aus Water Seven. Während der Reverie versucht der Weltaristokrat Sankt Charlos, Prinzessin Shirahoshi zu seiner Sklavin zu machen. Dieser wird aber von einem anderen Weltaristokraten, Sankt Miosgard, gewalttätig daran gehindert. Durch die Reverie wird der Beschluss gefasst, das System der Sieben Samurai der Meere abzuschaffen, wodurch diese nun von der Marine verfolgt werden können. Des Weiteren gelingt es hochrangigen Kommandanten der Revolutionäre, darunter auch Sabo, den Ort der Reverie zu infiltrieren und der Weltregierung offiziell den Krieg zu erklären. Dabei kommt es zum Kampf mit den beiden Marineadmirälen Fujitora und Ryokugyu. Verborgen vor allen Teilnehmern der Reverie, zeigt sich zudem, dass an der Spitze der Weltregierung eine Person steht, deren Existenz der Welt völlig unbekannt ist. Diese Person trägt den Namen Im. Entgegen der vor Jahrhunderten von den Gründungskönigen getroffenen Vereinbarung, dass niemals ein einzelner auf dem Thron Platz nehmen soll, herrscht diese Person unbemerkt über die Welt.
Nachdem die Flucht vor Big Mom geglückt ist, macht sich Ruffy mit seiner Gruppe auf den Weg nach Wa no Kuni, wo die übrigen Mitstreiter bereits warten. Bei der Anfahrt auf Wano wurde Ruffy aufgrund eines riesigen Wasserstrudels von den anderen getrennt. Er trifft das kleine Mädchen, O-Tama und erfährt von Kaidos Machenschaften. Dieser verwandelte das Land in den vergangenen 20 Jahren mit seinem Vasallen Orochi, in eine tyrannische Diktatur, in der Unterdrückung und Sklaverei auf der Tagesordnung stehen. Daher leben viele Bewohner in großer Armut und ohne Zugang zu sauberem Wasser und ausreichend Nahrung. Nach einigen Auseinandersetzungen mit Handlangern Kaidos findet die Strohhutbande in den Ruinen eines Schlosses zusammen. Dort offenbart Kinemon, dass er und seine Samurai-Mitstreiter eigentlich aus der Vergangenheit stammen und 20 Jahre in die Zukunft geschickt wurden. Nach der Ermordung von Kouzuki Oden schickte dessen Frau Toki, die Samurai mittels ihrer Teufelskraft der Zeit-Frucht in die Zukunft. So sollte die Chance auf die Erfüllung von Odens großem Traum der Grenzöffnung Wa no Kunis, bewahrt werden. Kinemon erklärt weiter, dass die Samurai bei der Suche nach Verbündeten getrennt wurden und nur durch Zufall auf Law und die Strohhut-Bande trafen. Das ausgegebene Ziel zum Sturz Kaidos, ist dessen nahe gelegene Festung auf Onigashima. Jedoch erfährt Kaido kurz darauf vom Aufenthalt seiner Feinde in den Schlossruinen und greift diese sofort an. Ruffy, welcher daraufhin einen Gegenangriff startet, wird von Kaido vernichtend geschlagen und landet in einem Straflager. In diesem sitzt mit Eustass Kid ein weiterer Pirat der sogenannten schlimmsten Generation. Zur selben Zeit erreicht das Flaggschiff der Big Mom-Piraten, welche auf Rache an der Strohhutbande sinnen, Wa no Kuni. Allerdings wird das Schiff von King, der rechten Hand Kaidos angegriffen und Big Mom dadurch von ihrer Bande getrennt. Sie wird an einen Strand gespült und es zeigt sich, dass sie ihr Gedächtnis verloren hat und nicht mehr weiß, wer sie ist. Ruffy gelingt es derweil im Straflager, eine neue Haki-Technik zu erlernen, welche ihm im erneuten Kampf gegen Kaido den Sieg bringen soll. In der Zwischenzeit nutzen Ruffys Mitstreiter den Gedächtnisverlust von Big Mom, um sie zum Straflager zu locken. Das dadurch verursachte Chaos ermöglicht Ruffy und seinen Verbündeten die Flucht. Jedoch erlangt Big Mom in den Kämpfen ihr Gedächtnis zurück. Kurz darauf geht sie zum Entsetzen aller eine Allianz mit Kaido ein. In einem Rückblick auf die Erlebnisse von Kouzuki Oden zeigt sich, wie dieser gemeinsam mit Gol D. Roger die letzte Insel der Grand Line Laugh Tale erreicht und Roger somit zum König der Piraten wird. Dabei offenbart sich erneut der Name Joy Boy. Dieser war es demnach, der vor 800 Jahren das One Piece auf der Insel hinterließ.
Der Tag des jährlichen Feuerfestivals soll auch der Tag der finalen Schlacht zwischen der Strohhutbande und ihren Verbündeten sowie der Allianz von Kaido und Big Mom werden. Nachdem es der Strohhutbande gelungen ist, auf Onigashima einzudringen und zahlreiche Untergebenen Kaidos zu besiegen, folgen die finalen Kämpfe. In diesen treffen Trafalgar Law und Eustass Kid auf Big Mom sowie Ruffy erneut auf Kaido. Law und Kid haben mit Big Mom eine scheinbar übermächtige Gegnerin vor sich. Nur durch ihre Zusammenarbeit und das Erwachen ihrer Teufelskräfte gelingt es ihnen schließlich, Big Mom zu besiegen. Ruffy steht im Kampf gegen Kaido mehrfach auf der Schwelle zum Tod und überschreitet diese, als sich ein Agent der CP-0 auf Befehl der Weltregierung in den Kampf einmischt und Kaido somit einen vernichtenden Schlag gegen Ruffy landet. Vom Tode Ruffys überzeugt, verkündet Kaido dies allen Anwesenden. Jedoch zeigt sich, dass Ruffy überlebt hat und seine Teufelskraft erwacht ist. Dies führt dazu, dass der gigantische Elefant Zounisha vor der Küste auftaucht und erklärt, dass Joy Boy zurückgekehrt ist. Ruffy erhält seine Kräfte zurück und erlangt eine nie da gewesene Freiheit an Fähigkeiten, mit welcher er Kaido endgültig aus der Welt schafft. Im Anschluss an die Kämpfe wird Momonosuke zum neuen und rechtmäßigen Shogun Wa no Kunis und Ruffy offiziell zu einem der 4 Kaiser ernannt. Die Strohhutbande verabschiedet sich einige Tage später von ihren Verbündeten und Freunden auf Wano. Sie setzen ebenso wie die Piratenbanden von Law und Kid die Segel und verlassen Wano auf unterschiedlichen Routen. Mit an Bord haben die Piratenbanden jeweils eine Kopie der Informationen von Kaidos Road-Porneglyphen. Somit besitzt die Strohhutbande das dritte von vier Road-Porneglyphen.

#### Die Insel der Zukunft, Egghead
Kurz nachdem die Strohhutbande auf hoher See ist, berichtet Ruffy seiner Crew von seinem wahren Traum, zu welchem der Titel des Königs der Piraten lediglich ein Mittel zum Zweck sei. Plötzlich wird das Schiff von einem schweren Sturm erfasst. Die Bande landet kurze Zeit später auf der sogenannten Insel der Zukunft, Egghead. Auf ihr soll sich das Forschungslabor des größten Genies der Weltregierung, Dr. Vegapunk, befinden.

## Charaktere

### Die Strohhutbande
Die eigentliche Strohhutbande besteht aktuell aus zehn Mitgliedern. Sie wurde zunächst von Ruffy und Zorro gegründet und noch im Eastblue schlossen sich ihnen Nami, Lysop und Sanji an. Auf der ersten Hälfte der Grandline schlossen sich ihnen dann Chopper, Robin, Frankie und Brook an. Und in der Neuen Welt trat ihnen dann auch noch Jinbei bei.

#### Monkey D. Ruffy
モンキー・D・ルフィ  Monkī Dī Rufi   19 Jahre
Ruffy, nach seinem Markenzeichen auch „Strohhut“ oder „Strohhut Ruffy“ genannt, ist der Kapitän der Strohhutbande. Er ist der Sohn des Revolutionäres Monkey D. Dragon sowie der Enkel von Monkey D. Garp, einem Vize-Admiral der Marine. Sein großer Traum ist es, das One Piece, einen sagenumwobenen Schatz, zu finden und damit König der Piraten zu werden. Er hat als Kind von der Hito-Hito no Mi-Frucht (Model Nika) gegessen und besitzt daher einen dehnbaren Gummikörper. Ruffy erscheint auf den ersten Blick immer lebhaft, sorg- und ziellos und sehr neugierig. Findet er aber ein Ziel, lässt er es nicht mehr aus den Augen und gibt niemals auf.

#### Lorenor Zorro
ロロノア・ゾロ  Roronoa Zoro   21 Jahre
Zorro, auch „Piratenjäger“ genannt, ist ein ehemaliger Kopfgeldjäger und hat sich als Erster Ruffy angeschlossen. Er hat das Ziel, der beste Schwertkämpfer der Welt zu werden. Um dieses Ziel zu erreichen, trainiert er sehr hart, um den aktuell besten Schwertkämpfer, den Samurai der Meere Mihawk „Falkenauge“ Dulacre, besiegen zu können. Dabei ist er der einzige bekannte Schwertkämpfer, der gleichzeitig mit drei Schwertern kämpft.
Zorro ähnelt in gewisser Hinsicht seinem Kapitän und legt großen Wert auf Loyalität. Seine Schwäche ist sein schlechter Orientierungssinn.

#### Nami
ナミ   20 Jahre
Nami, auch „Diebische Katze“ genannt, ist die Navigatorin und Kartografin der Mannschaft. Nami ist sehr temperamentvoll und liebt nichts mehr als Orangen und Geld. Ihr Traum ist es, eine perfekte Weltkarte zu zeichnen. Nachdem sie in Kämpfen zunächst einen einfachen Holzstock verwendet hat, nutzt sie später den von Lysop konstruierten Klima-Taktstock, dessen Einzelteile spezielle Blasen erzeugen, die entweder Hitze, Kälte oder Elektrizität freigeben.

#### Lysop
ウソップ  Usoppu   19 Jahre
Lysop, auch bekannt als „Sogeking“, ist Schütze und Waffenspezialist der Crew und vor Frankies Eintritt in die Bande der Schiffszimmermann. Lysop ist der Sohn von Yasopp, ein Mitglied von Shanks Piratenbande, und Bankina. Er ist oftmals ein Feigling, Geschichtenerzähler und Lügner, trotzdem kann man sich in brenzligen Situationen manchmal auf ihn verlassen. Sein Ziel ist es, ein tapferer Krieger der Meere und später auch der beste Schütze der Welt zu werden.

#### Sanji Vinsmoke
サンジ   21 Jahre
Sanji, auch „Schwarzfuß“ genannt, ist der Smutje auf Ruffys Schiff. Er hat eine Schwäche für schöne Frauen und flirtet mit jedem hübschen Mädchen, wobei er sich oft auch sehr kindisch verhält. Ebenfalls ist er Kettenraucher und selten ohne eine Zigarette im Mund zu sehen. Um seine zum Kochen benötigten Hände zu schonen, kämpft Sanji nur mit den Füßen.
Sein großes Ziel ist es, den legendären Allblue zu finden – einen Ozean, in dem alle Fische der Welt zu finden sein sollen. Sanji streitet sich zudem häufig mit Zorro, wobei er ihn immer Marimo („Mooskugel“, im Deutschen aber oft mit „Spinatkopf“ übersetzt, eine Anspielung auf Zorros grüne Haarfarbe) nennt.

Sein voller Name lautet Sanji Vinsmoke, wie sich später herausstellt. Sanji wurde in die berüchtigte Vinsmoke-Soldatenfamilie des Germa-66-Königreiches hineingeboren. Er wurde jedoch verstoßen, weil er seinem Vater nicht stark genug war und Sanji seinerseits mit diesen skrupellosen Leuten nichts zu tun haben will.

#### Tony Chopper
トニートニー・チョッパー  Tonī Tonī Choppā   17 Jahre
Der Zuckerwatteliebhaber Chopper ist ein männliches Rentier, das von der Mensch-Mensch-Frucht gegessen hat und dadurch zum Menschenrentier wurde. Chopper ist die einzige bekannte Person, die ihre Teufelsfrucht durch so genannte Rumble Balls verstärken kann. Er ist der Schiffsarzt der Strohhutbande. Er ist sehr introvertiert, dementsprechend schüchtern und kann nur schwer mit Komplimenten umgehen, besitzt aber die Fähigkeit, mit Tieren zu sprechen. Durch seine Naivität und Begeisterung für banale Kleinigkeiten und Ereignisse wirkt er zudem häufig wie ein kleiner Junge.
Dadurch, dass Chopper dank der Teufelsfrucht zum Menschenrentier geworden ist, ist er in der Lage, sich zu transformieren, was ihm einen individuellen Kampfstil verleiht.

#### Nico Robin
ニコ・ロビン  Niko Robin   30 Jahre
Nico Robin ist Archäologin und das viertälteste Mitglied der Crew. Sie aß von der Flora-Flora-Frucht, die ihr die Fähigkeit verlieh, an allen möglichen Stellen, welche sie sehen kann, Teile ihres Körpers wachsen zu lassen. Ihr Ziel ist es, das Rio-Porneglyph zusammenzusetzen, das die Wahrheit über die wahre Geschichte enthalten soll. Aufgrund ihres archäologischen Studiums und der Vernichtung von Ohara ist sie die einzige Person auf der Welt, die diese Porneglyphe lesen und entziffern kann.

#### Cutty „Frankie“ Framm
カティ・フランキー・フラム  Kati „Furankī“ Furamu   36 Jahre
Frankie, eigentlich Cutty Framm, ist ein Cyborg und der Schiffszimmermann der Strohhutbande, nachdem diese ihn und Robin von der Justizinsel Enies Lobby gerettet haben. Sein Traum ist es, ein Schiff zu bauen, mit dem er die Welt umsegeln kann. Dieses Schiff soll das neue Schiff der Strohhutbande sein, welches die Bande als Dankeschön erhalten hat. Damit das Traumschiff dies aber schaffen kann, nahm er Ruffys Angebot zum Beitritt an.

#### Brook
ブルック  Burukku   90 Jahre
Brook, auch häufig „Soul King“ genannt, ist ein lebendes menschliches Skelett und war Mitglied der Rumba-Piratenbande. Dass er ein lebendes Skelett ist, verdankt er der Totenreich-Frucht, die es seiner Seele ermöglichte, nach seinem physischen Tod wieder in seinen Körper zurückzukehren. Allerdings irrte seine Seele zu lange umher, sodass sein Körper in der Zwischenzeit verweste.
Brooks Markenzeichen ist sein Afro, und es ist der Traum des Musikers, die Reise, die er mit den Rumba-Piraten begann, zu beenden und seinen Freund, den Riesenwal La Boum, nach mehr als 50 Jahren wiederzusehen und davon zu berichten. Brook ist ein außergewöhnlich talentierter Fechter. Als Waffe verwendet er ein Shikomizue, eine Klinge, die in seinem Spazierstock verborgen ist.

#### Jinbei
ジンベエ  Jinbē   46 Jahre
Jinbei, auch „der Ritter der Meere“ genannt, ist ein Fischmensch, war Mitglied in der Sonnen-Piratenbande und wurde danach Kapitän der Fischmenschen-Piratenbande. Er war zudem einer der Sieben Samurai der Meere.
Er wurde im Impel Down gefangen gehalten, nachdem er sich weigerte gegen Whitebeard und seine Allianz zu kämpfen. Während seines Aufenthaltes in Impel Down freundete er sich mit seinem ehemaligen Feind Ace an, mit dem er auch dieselbe Zelle teilte. Jinbei und Ace kannten sich schon früher, sie haben sich in der Vergangenheit miteinander duelliert. Er schloss sich Ruffys Allianz an und kämpfte an Ruffys Seite in der Großen Schlacht von Marine Ford. Dabei half er Ruffy lebend aus der Schlacht zu entkommen und stand ihm bei seiner Trauer über den Verlust von Ace bei. Zwei Jahre später, nach Austritt der Fischmenschen-Piratenbande aus der Big Mom Crew, trat Jinbei den Strohhut Piraten bei.
Durch seinen Verrat an der Weltregierung und durch die Ereignisse in Impel Down und seiner Beteiligung an der Schlacht von Marine Ford, wo er auf der Seite von Ruffy und Whitebeard kämpfte, wurde ihm der Titel des Samurai der Meere entzogen.

### Weitere Gruppen

#### Die Weltregierung
世界政府  Sekai Seifu
Die Weltregierung besteht aus der Mehrzahl der Staatsoberhäupter der Welt und den Fünf Weisen (五老星 Gorōsei), hoch angesehenen alten Männern. Mit der Gründung der Weltregierung endet ein mehrere Jahrhunderte langer, aus den Geschichtsbüchern verbannter Zeitraum. Zudem sind sie oberste Befehlshaber der Marine, ihrer eigenen Agenten sowie der Cipherpol, eine Geheimpolizei, die aus acht bekannten Einheiten sowie der streng geheimen CP9 und der CP0, die direkt den Weltaristokraten untersteht. Sie ernennen ebenso die Sieben Samurai der Meere und kommandieren eine Reihe von speziell erschaffenen Cyborgs, die Pacifista genannt werden. Während einer Reverie der Weltkonferenz der Könige, wird bekannt, dass an der Spitze der Weltregierung eine Person steht, deren Existenz der Welt völlig unbekannt ist. Diese Person trägt den Namen Imu. Entgegen der vor Jahrhunderten von den Gründungskönigen getroffenen Vereinbarung, dass niemals ein einzelner auf dem Thron Platz nehmen soll, herrscht diese Person unbemerkt über die Welt.

#### Die Marine
海軍  Kaigun
Die Marine ist die Seestreitmacht der Weltregierung. Sie ist hierarchisch aufgebaut und vertritt nach eigenen Angaben die „absolute Gerechtigkeit“. Ihr derzeitiges Oberhaupt ist Sakazuki, auch „Roter Hund“ (Akainu) genannt. Ihm unterstehen die drei Admiräle Borsalino „Gelber Affe“ (Kizaru), Issho „Fliederfarbener Tiger“ (Fujitora) und „Grüner Stier“ (Ryokugyu), die Vize-Admiräle sowie zahlreiche Offiziere und Matrosen. Weil das Marinehauptquartier auf Marineford schwere Zerstörungen während der Schlacht mit der Whitebeard-Bande erlitt, verlegte die Marine ihr Hauptquartier von Marineford auf die Marinebasis G1 in der Neuen Welt. Aber auch in anderen Teilen der Welt verfügt die Marine über Stützpunkte. Die größte Waffe der Marine ist der Buster Call, eine gigantische Streitmacht von zehn Kriegsschiffen unter fünf Vizeadmirälen von unglaublicher Zerstörungskraft. Deshalb haben nur der Großadmiral und die Admiräle sowie diejenigen, die von ihnen die Befugnis erhalten haben, die Erlaubnis einen Buster Call anzufordern. Außerdem bildet die Marine neben den Vier Kaisern und den Sieben Samurai der Meere die sogenannte Dreimacht, die die Welt im Gleichgewicht hält.

#### Die Vier Kaiser
四皇  Yonkō 
Neben der Weltregierung und den Sieben Samurai gelten diese Piraten als dritter Teil der sogenannten Dreimacht, welche die Welt im Gleichgewicht hält. Zu den Kaisern gehören der Rote Shanks (aktuelles Kopfgeld: 4.048.900.000 Berry), von dem Ruffy seinen Strohhut erhalten hat, Charlotte Linlin alias Big Mom (aktuelles Kopfgeld: 4.388.000.000 Berry), der Ruffy nach den Ereignissen auf der Fischmenscheninsel den Krieg erklärte, Kaido (aktuelles Kopfgeld: 4.611.100.000 Berry), der nach der Niederlage von Don Quichotte de Flamingo gegen Ruffy erstmals im Manga gezeigt wurde sowie Marshall D. Teach, auch Blackbeard (aktuelles Kopfgeld: 2.247.600.000 Berry) genannt, dieser rückte für den verstorbenen Edward Newgate alias Whitebeard (ehemaliges Kopfgeld: 5.046.000.000 Berry) zu einem der Vier Kaiser auf. Kaido und Big Mom wurden nach ihrem Tod während den Ereignissen auf Wano Kuni durch Buggy den Clown und Monkey D. Ruffy als Kaiser ersetzt.

#### Die Sieben Samurai der Meere
七武海  Shichibukai 
Die Sieben Samurai der Meere sind mächtige Piraten, die andere Piratenbanden bekämpfen und ausrauben und der Weltregierung einen Anteil an der Beute abtreten, weswegen sie von dieser offiziell geduldet werden. Als Ruffy und seine Bande die Grandline erreichen, gehören den Sieben Samurai Mihawk „Falkenauge“ Dulacre (der beste Schwertkämpfer der Welt), der Cyborg Bartholomäus Bär, der Fischmensch Jinbei, Don Quichotte de Flamingo, Gecko Moria, Sir Crocodile und die Piratenkaiserin und Herrscherin von Amazon Lily, Boa Hancock an.
Nachdem Sir Crocodiles Machenschaften in Alabasta aufgedeckt wurden, entließ man ihn aus der Gruppe der Samurai und schloss ihn im Hochsicherheitsgefängnis Impel Down ein. Sein Platz wurde von dem bis dahin unbekannten Blackbeard eingenommen, nachdem er der Marine Puma D. Ace ausgeliefert hatte. Durch seine Kriegserklärung gegen die ganze Welt während der Schlacht von Marineford verlor er jedoch recht schnell den Titel. Auch Jinbei wurde der Titel aberkannt, nachdem er den Befehl verweigert hatte, der Marine im Kampf gegen Whitebeard beizustehen. Auch Gecko Moria ist kein Samurai mehr, da er von Don Quichotte de Flamingo auf höchstem Befehl getötet werden sollte, aber dank seiner Teufelskräfte fliehen konnte.
Nach der Schlacht von Marineford haben Buggy, der Clown und Trafalgar D. Water Law die Position eines Samurai der Meere eingenommen. Aufgrund von Laws Allianz mit der Strohhutbande entzog diesem Admiral Issho auf der Insel Dress Rosa den Titel wieder. Das langjährige Mitglied Don Quichotte de Flamingo wurde nach dem Aufdecken seiner Untaten und seiner Niederlage gegen die Strohhutbande von der Marine verhaftet. Die aktuellen Samurai der Meere sind also: Mihawk „Falkenauge“ Dulacre, Bartholomäus Bär, Boa Hancock, Buggy (der Clown) und als neuestes Mitglied Edward Weevil, der sich für den leiblichen Sohn von Whitebeard hält.
Nach der Reverie wurde die Institution der 7 Samurai der Meere von der Weltregierung aufgelöst. Was das für Auswirkungen auf das Gleichgewicht der Dreimacht hat, ist noch nicht bekannt.

#### Die Revolutionäre
革命家  Kakumeika
Die Revolutionäre sind eine organisierte Vereinigung, die es sich zum Ziel erklärt hat, die Weltregierung zu stürzen. Angeführt wird sie von Monkey D. Dragon, dem Sohn des Marine-Vizeadmirals Monkey D. Garp und seiner rechten Hand, dem taktischen Kommandanten Sabo. Sabo ist, ebenso wie Ace es war, ein Stiefbruder von Ruffy. Er galt lange als tot, allerdings überlebte er und trat auf Dress Rosa wieder in Erscheinung, als er Ruffy im Kolosseum vertrat und von der Feuerfrucht aß. Außerdem wird Dragon von Emporio Ivankov, dem König der Transvestiten des Kamabakka-Königreichs auf Momoiro Island, unterstützt. Ein ehemaliger Unterstützer der Revolutionäre ist Bartholomäus Bär, der sich, aus bisher ungeklärten Gründen, zum Pacifista umbauen ließ. Die Revolutionäre werden daher von der Weltregierung als größte Bedrohung angesehen, größer als alle Piraten zusammen, da Piraten nicht von sich aus die Weltregierung angreifen oder ihr den Krieg erklären. Daher wurde Monkey D. Dragon zum größten Feind der Welt erklärt und dadurch zum meistgesuchten Schwerverbrecher.

#### Die Weltaristokraten
世界貴族  Sekai Kizoku
Die Weltaristokraten, auch Himmelsdrachenmenschen (天竜人 Tenryūbito) genannt, sind die Bewohner der Stadt Mary Joa und die Nachfahren derjenigen Könige, die 800 Jahre vor Beginn der Handlung die Weltregierung gegründet haben. Durch die große Macht wuchs während dieser Zeit ihr Größenwahn und ihre Skrupellosigkeit. Halten sie sich außerhalb ihrer Heimatstadt auf, tragen sie eine Atemglocke, um nicht die gleiche Luft wie alle anderen zu atmen, die ihrer Ansicht nach lediglich existieren dürfen, um sie zu amüsieren. Sie scheuen sich nicht einmal, Menschen zu ermorden, von denen sie glauben, dass sie ihnen im Weg stehen. Aufgrund ihrer Abstammung sieht die Weltregierung über solche Taten hinweg. Die Weltaristokraten sind Sklavenhalter und beziehen ihre Sklaven vom Human Shop auf dem Sabaody-Archipel. Manche der Weltaristokraten sammeln sogar spezielle Sklaven, z. B. gefangene Piratenkapitäne. Werden sie angegriffen, beschützt sie aufgrund ihrer Stellung ein Admiral der Marine. Die Weltaristokraten verfügen über ein bestimmtes Zeichen, welches „Huf der aufsteigenden Drachen“ genannt wird. Neu erworbenen Sklaven wird dieses Zeichen zur Kennzeichnung eingebrannt.

#### Die Cipherpol Nr. 9 (CP9)
サイファーポールNo.9  Saifā Pōru Nanbā Nain
Die CP9 war die Eliteeinheit des Geheimdienstes Cipherpol. Diese vor über 20 Jahren gegründete Einheit hat offiziell nie existiert und stand unter direkter Leitung der Weltregierung. Das Hauptquartier befand sich im Justizturm von Enies Lobby. Alle CP9-Agenten mussten übermenschliche Fähigkeiten, u. a. die sogenannte Formel 6, beherrschen und hatten die Berechtigung, ohne Gerichtsverhandlung über das Leben von Menschen zu entscheiden. Nachdem die CP9 von der Strohhutbande besiegt wurde, hat man die Agenten mit Ausnahme des Leiters Spandam verstoßen. Ob die CP9 noch aktiv ist und es Ersatz für die alten Agenten gibt, ist nicht bekannt. Die vorherigen CP9-Agenten aus Rob Luccis Generation sind mittlerweile alle zu Agenten der ranghöchsten Cipherpol-Einheit, der Cipherpol Aigis 0, aufgestiegen.

#### Die 11 Supernovae
11人の超新星  11-nin no Chōshinsei
Auch als 11 Rookies bekannt, bezeichnet diese Gruppe elf junge Piraten mit einem Kopfgeld von über 100 Millionen Berry, die auf dem Weg in die Neue Welt sind. Zusammengekommen sind diese auf dem Sabaody-Archipel, um ihre Überquerung der Redline vorzubereiten. Zwei Piratenbanden ist es sogar gegönnt, jeweils über zwei Rookies zu verfügen: Die Strohhutbande mit Ruffy (zunächst 300 Mio. Berry, später 400 Mio. Berry, später 500 Mio. Berry, später 1,5 Mrd. Berry, aktuell 3 Mrd. Berry) und Zorro (120 Mio. Berry, später 320 Mio. Berry, aktuell 1,111 Mrd. Berry) sowie die Kid-Piratenbande mit Eustass „Captain“ Kid (315 Mio. Berry, später 470 Mio. Berry) und Killer (162 Mio. Berry, später 200 Mio. Berry).
Weitere Rookies sind Basil Hawkins (249 Mio. Berry, später 320 Mio. Berry), X. Drake (222 Mio. Berry), Trafalgar D. Water Law (200 Mio. Berry, später 440 Mio. Berry, später 500 Mio. Berry, aktuell 3 Mrd. Berry), Scratchmen Apoo (198 Mio. Berry, später 350 Mio. Berry), Jewelry Bonney (140 Mio. Berry), Capone „Gang“ Bege (138 Mio. Berry, aktuell 300 Mio. Berry) und Urouge (108 Mio. Berry). Zwei Jahre nach der Großen Schlacht von Marineford haben sich die Rookies in der Neuen Welt einen Namen gemacht. Aufgrund ihrer Aktivitäten werden sie von der Marine als die sogenannte „schlimmste Generation“ bezeichnet.
Die Rookies erhalten diese Titel von der Weltregierung und der Marine.

#### Piratenallianzen
Manche Piratenbanden schließen sich unter besonderen Umständen auch zu Allianzen zusammen, um gemeinsame Interessen durchsetzen zu können.
Momentan gibt es zwei bekannte Allianzen in der Neuen Welt:
Die erste Allianz besteht aus der Strohhut-Piratenbande unter ihrem Kapitän Monkey D. Ruffy und Trafalgar D. Water Law. Dieser Allianz gelang es, Don Quichotte de Flamingo zu besiegen, ihr Hauptziel jedoch ist es, Kaido, einen der Vier Kaiser, zu stürzen.
Die zweite Allianz bestand aus den Kid-Piraten unter Eustass „Captain“ Kid, Scratchmen Apoo und Basil Hawkins. Sie planten ebenfalls den Sturz eines der Vier Kaiser, den des Roten Shanks. Aufgrund eines Zusammentreffens der Allianz mit Kaido und der Tatsache, dass sie von Scratchmen Apoo verraten wurden, welcher vorher schon Teil von Kaidos Crew war, zerbrach diese Allianz.
Eine neue Allianz entsteht zwischen den Kaisern Kaido und Charlotte Linlin alias Big Mom, welche vorher schon mal zusammen auf dem Schiff als Teil der legendären Rocks-Piratenbande unter Rocks D. Xebec gedient haben.

## Sonstige Elemente

### Berry
ベリー  Berī
Berry ist die gewöhnliche Zahlungseinheit in der Welt von One Piece. Der Wert von 1 Berry entspricht in etwa dem Wert von 1 Yen (ca. 0,01 €), denn eine Zeitung kostet dort 100 Berry. Das Währungszeichen ist der Buchstabe B, der senkrecht von einer einzigen an ihren Enden geschwungenen Linie durchzogen wird.

### Zeitrechnung
Der Seefahrer Maron Noland landete im Jahr 1122 der Zeitrechnung von One Piece auf der Insel Jaya und dies war (ca.) 400 Jahre bevor die Strohhutbande Sky Island besuchte, so dass die aktuelle Geschichte (ca.) im Jahr 1524 der Zeitrechnung von One Piece spielt.

### Log-Port
記録指針 Rogu Pōsu

Der Log-Port

Der Log-Port (wörtlich: „Gespeicherte Kompassnadel“) ist eine Navigationshilfe, die einem Kompass ähnelt. Er richtet sich jedoch nicht nach dem Erdmagnetfeld aus, sondern zeigt auf die nächste Insel entlang einer festen Reiseroute. Dort angekommen, benötigt ein Log-Port einige Zeit, bis er sich auf das neue Ziel ausgerichtet hat. Dieses Gerät wird nur auf der Grandline verwendet, weil sich die Magnetfelder der dortigen Inseln mit dem Erdmagnetfeld überlagern und damit den normalen Kompass unbrauchbar machen. Eine Unterart des Log-Ports ist der Eternal-Port (永久指針 Etānaru Pōsu, wörtlich: „Ewige Kompassnadel“), der nur eine bestimmte Zielinsel für immer gespeichert hat und direkt zu ihr zeigt.
In der Neuen Welt benötigt man allerdings eine erweiterte Form des Log-Ports. Dabei handelt es sich um einen Log-Port mit drei Nadeln, die im Dreieck angeordnet sind. Mit diesem Log-Port werden drei Inseln angepeilt, da sich das Magnetfeld der Inseln in der Neuen Welt spontan verbergen kann und zur Sicherheit mehrere mögliche Inseln angesteuert werden können. Dazu zeigen die Nadeln mit unruhigen Ausschlägen an, wie gefährlich die angezeigten Inseln sind. Je unruhiger sich die Nadel verhält, desto gefährlicher ist die Insel.

### Teufelsfrüchte
悪魔の実  Akuma no Mi
Wer von einer Teufelsfrucht isst, erwirbt auf Lebensdauer bestimmte Fähigkeiten, die von der Art der Teufelsfrucht abhängig sind. Die Kehrseite ist aber immer, dass derjenige nicht mehr schwimmen kann und bei Kontakt mit einer größeren Menge Meerwasser bzw. mit sogenanntem Seestein in der Regel schnell an Kraft verliert; die Eigenschaften der Teufelsfrucht verschwinden zwar nicht an sich, können aber kaum noch eingesetzt werden und der Teufelskraftnutzer ist physisch sehr geschwächt. Die Teufelsfrüchte sind dennoch sehr begehrt und werden für etwa 100 Millionen Berry gehandelt. Die Operationsfrucht von Trafalgar Law sollte sogar für 5 Milliarden Berry verkauft werden.
Sie lassen sich in drei Gruppen einteilen:
- Zoan-Früchte (動物系, wörtlich: „Tier-Gruppe“ von altgriechisch ζῷον zóon, deutsch ‚Tier‘) erlauben es dem Nutzer, sich zur Hälfte oder ganz in ein bestimmtes Tier zu verwandeln; sie können aber auch in ihrer ursprünglichen Form bleiben. In sehr seltenen Fällen kann es sich dabei auch um ausgestorbene Arten oder Fabelwesen handeln, wobei es sich dann um eine Kryptid-Zoanfrucht handelt.
- Logia-Früchte (自然系, wörtlich: „Natur-Gruppe“) können den gesamten Körper in bestimmte Naturkräfte wie beispielsweise Feuer, Licht oder Eis verwandeln und diese auch nach Belieben absondern.
- Alle anderen Teufelsfrüchte werden unter dem Begriff Paramecia-Früchte (超人系, wörtlich: „Übermensch/Supermann-Gruppe“) zusammengefasst.

Von jeder Teufelsfruchtart gibt es in One Piece bislang jeweils nur eine Frucht, sodass es keine zwei Teufelsfruchtnutzer mit der gleichen Teufelskraft gibt. Normalerweise ist es auch unmöglich, mehr als eine Teufelskraft zu besitzen. Einzige Ausnahme davon ist bislang der Pirat Blackbeard, der zwei Teufelskräfte besitzt. Dadurch entzieht er sich auch der Gefahr, durch den Verzehr einer zweiten Teufelsfrucht zu sterben. Wenn aber ein Teufelsfruchtnutzer stirbt, wird die Frucht mit ihrer ehemaligen Kraft in das ihm nächstgelegene Obst übertragen und in diese verwandelt.
Dem Wissenschaftler Dr. Vegapunk ist es gelungen, die Kräfte von Teufelsfrüchten auf Gegenstände zu übertragen, wie beispielsweise auf Schwerter. So ist es Don Quichotte de Flamingo gelungen, mithilfe von dem von Caesar hergestellten SAD synthetische Teufelsfrüchte, sogenannte Smile Früchte, herzustellen.
Er schaffte es auch die Fähigkeiten von Admiral Borsalino (Kizaru), in Form von Laserstrahlen, in die Pacifista Modelle zu integrieren.
Ebenfalls gelang es ihm, Stammzellen aus Kaidos Körper zu gewinnen, als dieser kurzzeitig von der Marine auf Punk Hazard gefangen gehalten wurde.
Dies ist der einzig bekannte Fall in der eine Teufelsfrucht erfolgreich kopiert wurde, allerdings sah Dr. Vegapunk den Versuch als Fehlschlag an, da Momonosuke zu einem pinken, statt einem blauen Drachen wurde.

### Haki
覇気
Das Haki ist eine psychische Fähigkeit, derer nur mental starke Personen mächtig sind. Haki kann durch Training, unter Schockzustand oder enormen Willen freigesetzt werden. Oft sind die Nutzer erst einmal nicht in der Lage, ihr Haki zu kontrollieren, sodass sie es trainieren müssen. Außerdem verstärkt Haki die Angriffe des Nutzers. Es gibt drei verschiedene Arten von Haki:
Das Königshaki (覇王色 Haōshoku) ist die seltenste Form von Haki, die nur jeder millionste Mensch besitzt. Ein Nutzer des Königshaki verursacht eine gigantische Aurawelle, der nur wenige, mental starke Personen standhalten können. Die bisher bekannten Nutzer des Königshaki sind Shanks, Monkey D. Ruffy, Boa Hancock, Edward Newgate, Puma D. Ace, Silvers Rayleigh, Don Quichotte de Flamingo, Eustass Kid, Charlotte Katakuri, Charlotte Linlin, Don Chinjao, Lorenor Zorro, Kaido, Gol D. Roger und Oden Kouzuki.
Das Observationshaki (見聞色 Kenbunshoku) ist eine weitere Art von Haki und erlaubt es dem Nutzer, Angriffe oder Aktionen eines Kontrahenten vorauszusehen und auszuweichen. Aus diesem Grund haben die Nutzer des Observationshaki meist Vorteile in einem Kampf. Das erste Mal wird dieses Haki von Enel im Kampf gegen Ruffy eingesetzt. Auf Skypia wird diese Art von Haki Mantora genannt.
Das Rüstungshaki (武装色 Busōshoku) wirkt als eine Art Panzerung, die es dem Nutzer auch ermöglicht, Logia-Teufelskraftnutzer anzugreifen. Silvers Rayleigh wendete diese Technik im Kampf gegen Admiral Borsalino an. Der Körper wird, durch den Panzer, in den man eingehüllt wird, enorm widerstandsfähig. Das Rüstungshaki lässt sich auch auf Gegenstände übertragen, diese werden dadurch extrem widerstandsfähig, durchschlagskräftiger und härter. Ein Beispiel dafür sind die Kuja; sie konzentrieren die Aura in ihre Pfeile, die dadurch extrem durchschlagend werden. Diese Gegenstände können sich im Kampf gegen Logia-Teufelskraftnutzer als sehr nützlich erweisen, denn mit diesen Waffen können diese direkt angegriffen werden.

### Seestein
海楼石  Kairōseki
Seestein ist in der Welt von One Piece ein natürliches Mineral, das aber nur an bestimmten Orten auffindbar ist. Es hat die Eigenschaft, die Fähigkeit der Teufelskraftnutzer zu unterdrücken. Die Marine benutzt deshalb Seesteine, um daraus Handschellen, Netze und Gefängnisse für Teufelskraftnutzer zu bauen. Schiffe, die an der Unterseite mit Seesteinen beschlagen sind, können von den Seekönigen schlecht bis gar nicht wahrgenommen werden und so können die Schiffe der Marine, die mit Seesteinen beschlagen sind, ungehindert durch den Calm Belt fahren.

### Seekönige
海王類  Kaiōrui
Seekönige sind gigantische Meeresungeheuer, die hauptsächlich im Calm Belt, aber auch in den vier Blues vorkommen. In der Vergangenheit gab es einer Legende nach eine Meerjungfrauen-Prinzessin, die in der Lage war, mit Seekönigen zu kommunizieren. Diese Gabe hat Shirahoshi, die Tochter von König Neptun, dem König der Fischmenscheninsel, geerbt. Allerdings scheint es auch einigen Menschen möglich zu sein, zumindest ihre Stimmen zu hören, wie beispielsweise Gol D. Roger und Monkey D. Ruffy.

### Das vergessene Königreich
Über das vergessene Königreich ist bislang noch nicht viel bekannt und es stellt eines der größten Mysterien in One Piece dar. Es existierte bis vor 800 Jahren, aber es gibt keine weiteren Überlieferungen. Vernichtet wurde es durch eine Allianz von 20 Königen, die heute als Weltregierung bekannt ist. Die Weltregierung tut seit jeher alles, um die mit dem vergessenen Königreich in Verbindung stehende „wahre Geschichte“ aus den Köpfen der Menschen zu tilgen. Die wahre Geschichte umspannt einen Zeitraum von ca. 100 Jahren, über den nichts bekannt ist und wird deshalb auch das „vergessene Jahrhundert“ genannt. Als einzige Überlieferung existieren die auf der ganzen Welt verteilten Porneglyphe. Das mysteriöse D., welches einige berühmte Personen wie zum Beispiel Gol D. Roger, Monkey D. Ruffy, oder Trafalgar D. Law im Namen tragen, könnte mit der wahren Geschichte aus dem vergessenen Königreich im Zusammenhang stehen. Zudem gelten die Träger des D. als Gegenspieler der „Himmelsdrachen“, deren Vorfahren damals an die Macht kamen.

### Porneglyphe
歴史の本文 Pōnegurifu
Porneglyphe (wörtlich: „historische Texte“) sind uralte, in dunkelblaue Steinquader gemeißelte Textbotschaften aus der Zeit des vergessenen Königreichs. Erschaffen wurden diese vom Kouzuki-Klan, einer Familie von Steinmetzen aus Wano Kuni. Nur die Archäologen der Insel Ohara waren in der Lage, diese zu entziffern. Nico Robin ist als einzige Überlebende von Ohara bekannt. Sie ist somit die einzig bekannte Person, die die Porneglyphen lesen kann (Fürst Oden wurde hingerichtet, auch er war in der Lage, es zu entziffern).
Insgesamt gibt es ca. 30 Porneglyphe, welche unter anderem Informationen über die Antiken Waffen und die wahre Geschichte des vergessenen Königreichs enthalten. Die Informationen von neun bestimmten Porneglyphen sollen die wahre Geschichte des vergessenen Königreichs enthüllen und zusammen das Rio-Porneglyph ergeben. Neben den üblicherweise dunkelblauen Porneglyphen, gibt es vier rote Road-Porneglyphe. Mit deren Hilfe ist es möglich, die Insel Laugh Tale zu lokalisieren, auf der das One Piece zu finden sein soll. Die Minks auf Zou, Big Mom und Kaido sind im Besitz jeweils eines Road-Porneglyphs.

### Die Antiken Waffen
古代兵器  Kodai Heiki
Die Antiken Waffen stammen aus der über 800 Jahre zurückliegenden Epoche des vergessenen Königreichs. Die einzigen Aufzeichnungen zu ihnen befinden sich auf den sogenannten Porneglyphen. Zu diesen Waffen zählt das Kriegsschiff Pluton, dessen Baupläne Frankie verbrannt hat. Außerdem die Meerjungfrauenprinzessin Shirahoshi, die die Waffe Poseidon darstellt und Uranus, worüber noch nichts bekannt ist.
Diese Waffen sollen die Fähigkeit haben, ganze Inseln mit einem einzigen Schlag zu vernichten. Daher streben verschiedene Gruppierungen nach ihrem Besitz und der damit verbundenen Macht. Die Waffen heißen Pluton, Uranus und Poseidon.

## Veröffentlichungen

### Manga-Hauptserie
One Piece erscheint seit 1997 in Einzelkapiteln im japanischen Manga-Magazin Shūkan Shōnen Jump, wobei bereits 1145 dieser Einzelkapitel dort veröffentlicht wurden (Stand: April 2025). Diese Einzelkapitel fasst der Shūeisha-Verlag regelmäßig zu Sammelbänden zusammen, wovon bisher 111 erschienen sind (Stand: März 2025). Die von ihm zuvor verfassten Pilotgeschichten, die beide den Titel Romance Dawn tragen, wurden ebenfalls veröffentlicht. Während die erste Geschichte nach der Veröffentlichung in der Akamaru Jump im Sonderband One Piece Red abgedruckt wurde, findet die zweite nach ihrer Veröffentlichungen in der regulären Jump ihren Platz im Kurzgeschichtenband Wanted!, der weitere Geschichten von Eiichirō Oda enthält.
Die Gliederung der Handlung entspricht in etwa folgenden Kapiteln im Manga:
- Abenteuer im Eastblue: Kapitel 1 bis 101 (Band 1 bis 12)
- Erste Abenteuer auf der Grandline: Kapitel 102 bis 218 (Band 12 bis 24)
- Von der Himmelsinsel bis zur Redline: Kapitel 219 bis 505 (Band 24 bis 52)
- Von der Zerstreuung bis zur Schlacht von Marine Ford: Kapitel 506 bis 581 (Band 52 bis 59)
- Zusammenfinden und Tauchgang zur Fischmenscheninsel: Kapitel 582 bis 653 (Band 59 bis 66)
- Ankunft in der Neuen Welt: Punk Hazard und Dress Rosa: Kapitel 654 bis 801 (Band 66 bis 80)
- Auseinandersetzung mit den Piratenkaisern Linlin und Kaido: Kapitel 802 bis 1057 (Band 80 bis 104)
- Die Insel der Zukunft, Egghead: Kapitel 1058–1125 (Band 105+)[107]
- Elban: Kapitel 1126+

Auf Deutsch wird One Piece seit Januar 2001 von Carlsen Comics veröffentlicht, bisher sind 109 reguläre Bände, die fünf Sonderbände Blue, Red, Yellow, Green und Blue Deep, welche Hintergrundinformationen zu One Piece enthalten, und die den zehnten Kinofilm nacherzählenden Sonderbände One Piece Strong World, Band 1 und 2. erschienen. Die Übersetzung stammt von Ayumi van Borke.
Seit Januar 2019 werden die Einzelkapitel kurz nach ihrer Veröffentlichung in der Shūkan Shōnen Jump auch über Shueishas Plattform Manga Plus digital in englischer Sprache zugänglich gemacht. Seit dem 3. März 2024 erfolgt die Veröffentlichung der neusten Kapitel bei Manga Plus auch auf Deutsch in einer Übersetzung von Antje Bockel.
Der Manga erschien außer in Japan und dem deutschsprachigen Raum in einer Vielzahl weiterer Länder, so bei Tong Li Publishing in Taiwan, bei Zhejiang People's Fine Arts Publishing House in China, bei Azbuka in Russland und bei Daiwon C.I. in Korea. Eine englische Ausgabe erschien bei Viz Media in den USA und bei Madman Entertainment in Australien und Neuseeland. Auf Französisch und Niederländisch erscheint die Serie bei Glénat, auf Spanisch bei Editorial Ivréa und Planeta DeAgostini Comics, auf Italienisch bei Edizioni Star Comics und auf Portugiesisch bei Viz Media Europe und Panini. Eine polnische Fassung wird von Japonica Polonica Fantastica herausgegeben und in Nordeuropa von Bonnier beziehungsweise Carlsen.

### Ableger
Zum Manga erschien eine Reihe von Ablegern:
| Titel                                                        | Originaltitel                                        | Transkription                                            | Autor           | Zeichner   | Magazin            | Von        | Bis        | Bände |
| ------------------------------------------------------------ | ---------------------------------------------------- | -------------------------------------------------------- | --------------- | ---------- | ------------------ | ---------- | ---------- | ----- |
| One Piece Omake                                              |                                                      |                                                          |                 |            | Saikyō Jump        | 2004       | 2016       |       |
| Chopperman                                                   | チョッパーマン                                       | Choppāman                                                | Hirofumi Takei  |            | Saikyō Jump        | 2011-12-03 | 2014-01-04 | 5     |
| One Piece Party                                              | ONE PIECE PARTY                                      | Wan Pīsu Pātī                                            | Ei Andō         |            | Saikyō Jump        | 2014-12-05 | 2021-02-02 | 7     |
| One Piece Picture Book                                       | ONE PIECE picture book                               | Wan Pīsu no ehon                                         | Shinsaku Nagata |            | ONE PIECE magazine | 2017-07-07 |            | 2     |
| Chin Piece                                                   | チンピース                                           | Chin Pīsu                                                | Yoshikazu Amami |            | Saikyō Jump        | 2018-06-01 | 2020-04-02 | 2     |
| One Piece Koby ni no Kobiyama: Urifutatsu Nagi no Ōhihō      |                                                      | One Piece Koby ni no Kobiyama: Urifutatsu Nagi no Ōhihō  | Nakamaru        |            | Shonen Jump+       | 2018-06-18 | 2019-07-01 | 3     |
| One Piece in Love                                            | 恋するワンピース                                     | Koisuru Wan Pīsu                                         | Daiki Ihara     |            | Shonen Jump+       | 2018-06-18 |            | 9     |
| One Piece: Kobiyama Who Looks Like Koby – Two Piece in a Pod | ONE PIECE コビー似の小日山～ウリふたつなぎの大秘宝～ | Wan Pīsu Kobī ni no Kobiyama～Urifutatsu Nagi no Ōhihō～ | Nakamaru        |            | Shonen Jump+       | 2018-06-18 | 2019-07-01 | 3     |
| Shokugeki no Sanji                                           | 食戟のサンジ                                         | Shokugeki no Sanji                                       | Yūto Tsukuda    | Shun Saeki | Shūkan Shōnen Jump | 2018-07-23 | 2022-07-25 | 1     |
| One Piece School                                             | ONE PIECE学園                                        | Wan Pīsu Gakuen                                          | Sōhei Kōji      |            | Saikyō Jump        | 2019-08-02 |            | 7     |
| One Piece episode A                                          |                                                      |                                                          | Ryo Ishiyama    | Boichi     | One Piece Magazine | 2020-09-16 | 2021-12-02 | 2     |
| Vivi's Adventure                                             | ビビの冒険                                           |                                                          | Naoshi Komi     |            |                    | 2021       |            |       |

Zusätzlich erschienen Manga-Umsetzungen der One-Piece-Kinofilme.

### Romane
Zum größten Teil auf den Animes basierend, schrieb Tatsuya Hamazaki mehrere Light Novels zu One Piece. Ab dem 2. Film erschien dabei zu jedem Film eine Romanfassung. Die einzelnen Romane sind:
| #  | Titel | Jahr | ISBN                   |
| -- | --- | ---- | ---------------------- |
| 01 | One Piece: Taose! Kaizoku Ganzack ONE PIECE 倒せ!海賊ギャンザック                                                                | 1999 | ISBN 4-08-703084-9     |
| 02 | One Piece: Logdown-hen ONE PIECE ローグタウン編                                                                                  | 2000 | ISBN 4-08-703096-2     |
| 03 | One Piece: Nejimakijima no Bōken ONE PIECE ねじまき島の冒険                                                                      | 2001 | ISBN 4-08-703102-0     |
| 04 | One Piece: Sennenryū Densetsu ONE PIECE 千年竜伝説                                                                               | 2001 | ISBN 4-08-703107-1     |
| 05 | One Piece: Chinjūjima no Choppā Ōkoku ONE PIECE 珍獣島のチョッパー王国                                                           | 2002 | ISBN 4-08-703110-1     |
| 06 | One Piece: Dead End no Bōken ONE PIECE THE MOVIE デッドエンドの冒険                                                              | 2003 | ISBN 4-08-703124-1     |
| 07 | One Piece: Norowareta Seiken ONE PIECE 呪われた聖剣                                                                              | 2004 | ISBN 4-08-703137-3     |
| 08 | One Piece: Omatsuri-danshaku to Himitsu no Shima ONE PIECE THE MOVIE オマツリ男爵と秘密の島                                      | 2005 | ISBN 4-08-703153-5     |
| 09 | One Piece: Karakuri-jō no Meka Kyohei ONE PIECE THE MOVIE カラクリ城のメカ巨兵                                                   | 2006 | ISBN 4-08-703168-3     |
| 10 | One Piece: Episode of Alabasta: Sabaku no Ōjo to Kaizoku-tachi ONE PIECE エピソードオブアラバスタ 砂漠の王女と海賊たち           | 2007 | ISBN 978-4-08-703178-2 |
| 11 | One Piece: Episode of Chopper +: Fuyu ni Saku, Kiseki no Sakura ONE PIECE THE MOVIE エピソードオブチョッパー+ 冬に咲く、奇跡の桜 | 2008 | ISBN 978-4-08-703190-4 |
| 12 | One Piece: Strong World ONE PIECE FILM STRONG WORLD                                                                              | 2009 | ISBN 978-4-08-703219-2 |
| 13 | Gekijōban One Piece: Mugiwara Chase 劇場版ONE PIECE 麦わらチェイス                                                               | 2011 | ISBN 978-4-08-703241-3 |
| 14 | One Piece Film Z ONE PIECE FILM Z                                                                                                | 2012 | ISBN 978-4-08-703285-7 |

Der erste Roman erschien 2010 auch bei Carlsen auf Deutsch unter dem Titel Nieder mit Ganzack! ISBN 978-3-551-75666-4.

### Verfilmungen

#### Anime
Nach dem erfolgreichen Start als Mangaserie wurde One Piece auch als Anime umgesetzt: Zunächst 1998 als OVA, die auf der „Jump Super Anime Tour“ gezeigt und später auf VHS vertrieben wurde. Innerhalb eines Jahres startete am 20. Oktober 1999 die Fernsehserie, die noch immer erfolgreich neue Folgen ausstrahlt; mittlerweile wurden in Japan bereits über 1080 Folgen gezeigt. Auf Deutsch wurden bislang 1050 Folgen synchronisiert und im Fernsehen gesendet, die Erstausstrahlung von Folge eins war am 22. April 2003. Zwischen 2010 und 2014 gab es die längste Pause bei der Ausstrahlung von deutschen Folgen. In den Jahren 2000, 2003 und 2005 wurde jeweils ein Fernsehfilm produziert, 2012 waren es zwei Stück. Seit dem Jahr 2000 wurden bisher insgesamt 15 Kinofilme produziert. Der neueste Kinofilm ist One Piece Film: Red.
Beim Jump Festa 2024 am 17. Dezember 2023 wurde angekündigt, dass ein Anime-Remake produziert werde. Die Neuadaption als Anime-Serie wird von Wit Studio animiert und weltweit bei Netflix verfügbar sein. Der Titel des Remakes lautet The One Piece. Ein Startdatum für die Adaption der geplanten Eastblue-Saga wurde noch nicht verkündet.

#### Realfilm-Serie
Am 31. August 2023 wurde eine Live-Action-Serie auf Netflix veröffentlicht. Für die Produktion von Tomorrow Studios entwickelten Matt Owens und Steven Maeda das Konzept. Die deutschen Synchronsprecher sind großteils die gleichen wie bei der Animeserie.

## Hintergrundinformationen
Laut einem Interview mit der Zeitschrift Shonen Jump USA führt Eiichirō Oda seine Begeisterung für Piraten auf die Anime-Serie Wickie und die starken Männer zurück, die er als Kind gesehen hat. Bei One Piece hat er sich unter anderem vom Zeichenstil der US-Cartoon-Serie Tom und Jerry inspirieren lassen, für den Handlungsaufbau diente die Mangaserie Dragon Ball des Zeichners Akira Toriyama als Vorbild.
Im Jahr 1996 zeichnete Oda einen Vorläufer von One Piece unter dem Titel Romance Dawn. Der 48-seitige Manga erschien im Shōnen Jump und später im Sonderband One Piece Red. Darüber hinaus verfasste er im Vorfeld einige Kurzgeschichten, die im Kurzgeschichtenband Wanted! veröffentlicht wurden und von denen einige in den aktuellen Manga einfließen, wie etwa der Samurai Ryuma, der im Thriller-Bark-Abenteuer als Zombie wiedererweckt wurde und dessen Abenteuer hier eine Legende ist.
Gold Rogers letzte Worte kurz vor seiner Hinrichtung („Ihr wollt meinen Schatz? Den könnt ihr haben! Sucht ihn doch, irgendwo habe ich den größten Schatz der Welt versteckt.“) stammen im Original vom Piraten La Buse.
Sanji geht auf die von Steve Buscemi gespielte Figur „Mr. Pink“ aus dem Film Reservoir Dogs – Wilde Hunde zurück.

### Pandaman
パンダマン  
In einigen Kapiteln des Mangas und auch in einigen Episoden des Animes erscheint der mysteriöse „Panda Man“. Eiichirō Oda erwähnte so gut wie nie die Anwesenheit des Pandas, doch taucht er immer wieder auf. Einmal äußerte sich Oda zu ihm. Damals behauptete er, mit diesem Panda geschehe noch etwas. Die Frage ob „Panda Man“ eine Rolle spielt, eine Hauptperson oder Nebenperson wird, ließ Oda offen. Andeutungen zufolge äußerte sich Oda, man könne auch durchaus damit rechnen, dass bei seinen Einfällen „Panda Man“ Piratenkönig werden könne, wobei dies eher unwahrscheinlich wäre. Eiichirō Oda zufolge hat „Panda Man“ ein Kopfgeld von 3.333.333 Berry, ist ein Wrestler und hat Schulden bei einer Person namens Tomato Gang, welcher deswegen auch des Öfteren zu sehen ist. Sein Rivale ist „Unforgivable Mask“, bei dem man allerdings nur weiß, dass er eine Maske trägt.

### Namen

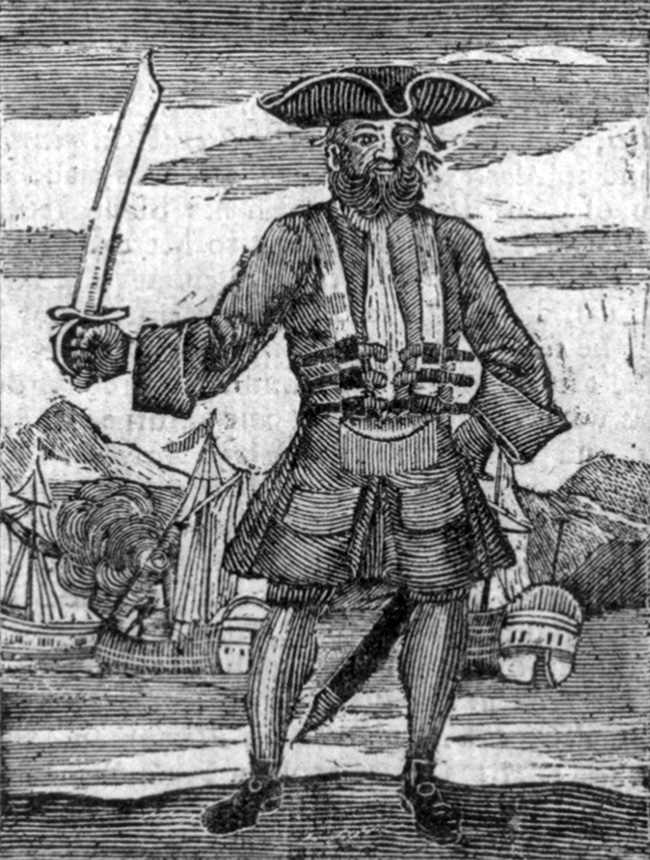
Zeichnung des Piraten Edward Teach

Einige Namen in der Serie stammen von realen Piraten, die im 17. und 18. Jahrhundert vor allem die Karibik heimsuchten.
Auf den Piraten Edward Teach (in der Literatur wird er sowohl Edward Teach als auch Edward Thatch genannt), auch bekannt als Blackbeard, beziehen sich in der Serie gleich drei Charaktere:
1. Marshall D. Teach alias Blackbeard
2. Edward Newgate alias Whitebeard
3. Thatch, ehemaliger Kommandant der 4. Division der Whitebeard-Piratenbande und ermordet von Blackbeard

Zorros Name „Lorenor“ (im Original „Roronoa“) leitet sich von dem französischen Piraten Jean-David Nau ab, bekannter unter seinem Pseudonym François l’Olonnais (jap. Furansowa Roronoa).
Lysops japanischer Originalname Usoppu ist von dem griechischen Fabeldichter Äsop abgeleitet. Da sich Usoppu aus dem japanischen Wort für Lüge (嘘 = uso) und dem Namen des Dichters zusammensetzt, kann der Satz ore wa usoppu sowohl mit „Ich bin Lysop“ als auch mit „Ich bin ein Lügner“ übersetzt werden.
Miss Doublefingers Name ist eine Anspielung auf Neujahr: Hält man beide Zeigefinger („double finger“) hoch, sieht dies aus wie „1 – 1“, also der 1. Januar.
Einige andere Beispiele sind Eustass „Captain“ Kid (Eustache le Moine und William Kidd), X. Drake (Francis Drake), Basil Hawkins (Basil Ringrose und John Hawkins), Capone „Gang“ Bege (Al Capone und William Le Sauvage), Trafalgar D. Water Law (Edward Low), Jewelry Bonney (Anne Bonny), Urouge (Arudsch „Barbarossa“), Scratchmen Apoo (Chui A-poo), Alvida (Awilda) und Bellamy (Samuel Bellamy). Piratenprinz Cavendish stammt von Thomas Cavendish ab. Der Charakter von Emporio Ivankov basiert auf Dr. Frank N. Furter von der Rocky Horror Show und seinen ehemaligen Seiyū, Norio Imamura.
Die Namen verschiedener weiblicher Nebencharaktere haben im Japanischen zugleich eine Bedeutung als Vogelname. So unterstreichen die Namen Kuina (水鶏, kuina, Wasserralle) und Tashigi (田鴫, tashigi, Bekassine) die äußere Ähnlichkeit der beiden Charaktere, stellen aber gleichzeitig klar, dass beide grundverschieden sind. Weitere Namen mit einer zweiten Bedeutung sind Aissa, Hina, Kaya und Nojiko.
Die Namen des Amazonenvolks der Kuja auf Amazon Lily kommen aus der Pflanzenkunde, wie z. B. Rindou (Japanischer Herbstenzian), Ran (Orchidee), Marguerite (Margerite), Enishida (Geißklee) und Hancock (Knallerbse).
Die Namen für die Meere Eastblue (東の海), Westblue (西の海), Northblue (北の海) bzw. Southblue (南の海) sind auch im japanischen Manga aus dem Englischen abgeleitet.
Weitere Namensanleihen aus der Mythologie und Literatur sind z. B. die griechischen Götternamen für die drei „Antiken Waffen“: Poseidon, Uranus, Pluton. Der König der Fischmenscheninsel hat den Namen „Neptun“ des römischen Wassergottes. Einer der Feinde auf der Fischmenscheninsel, Van der Decken, hat den Beinamen des fliegenden Holländers. Prometheus ist eine von Charlotte Linlin erweckte Sonne, Vorbild ist der Titan Prometheus. Das „Mysteriöse Dreieck“ hat eine gewisse Ähnlichkeit mit dem Bermudadreieck. Das Corrida-Kolosseum ist aufgebaut wie das Kolosseum in Rom.
Aber auch andere Charaktere haben Vorbilder, die jedoch aus unterschiedlichsten Quellen entstanden sind, u. a. der Boxer Ideo, der aus dem Anime Densetsu Kyojin Ideon abgeleitet ist und eine Kindheitserinnerung von Oda darstellt – es war das „erste Plastikmodell, das ich [Eiichiro Oda] als Kind bekomme habe“.

## Merchandising

### Artbooks und Sonderbände
Zusätzlich zum Manga veröffentlichte Eiichirō Oda bislang fünf Artbooks unter dem Titel Color Walk und auch fünf Sonderbände One Piece Red, One Piece Blue, One Piece Yellow, One Piece Green und One Piece Blue Deep. Alle Sonderbände sind auch in Deutschland erschienen.
Anlässlich des zehnjährigen Jubiläums erschienen in Japan die Sonderbände One Piece Rainbow! als Bonus zur Anime-Serie und One Piece: 10th Treasures, in dem bekannte japanische Mangaka zum zehnjährigen Bestehen des Mangas gratulierten – unter ihnen Akira Toriyama, Takeshi Obata und Nobuhiro Watsuki – und eine Zeichnung ihrer Lieblingscharaktere aus der Serie beisteuerten, die in ihrem jeweils eigenen Stil gehalten sind.

### Soundtracks
In Japan erschienen im Laufe der Jahre eine ganze Reihe von Soundtrack-CDs, die sowohl die verwendeten Themen aus der Fernsehserie und den Kinofilmen enthalten. Darüber hinaus gibt es auch von den Seiyū gesungene Charakter-Songs, die neben den Openings und Endings des Animes als Single-CDs verkauft werden. Allerdings wurde keines der Medien im deutschen Sprachraum veröffentlicht. Neben der Möglichkeit diese zu importieren, gibt es noch eine für den deutschen Raum veröffentlichte Soundtrack-CD, der 2003 durch die CTM Concept – TV & Merchandising GmbH lizenziert wurde und von der BMG Ariola München GmbH vertrieben wird. Produktionsstudio sind die Toyco Studios, produziert wurden die enthaltenen Stücke von Andy Knote.

### Konsolenspiele
Nach dem anhaltenden Erfolg der Fernsehserie erschienen auch mehrere Konsolenspiele für die PlayStation (PS2, PS3, PS4 (ab 2015), PSP und PS Vita), den Game Boy Advance, den GameCube, die Wii, die Wii U, den Nintendo DS/3DS und die Nintendo Switch in Deutschland. Während in Japan die Liste der Titel vielfältig und lang ist, wurden bislang im deutschen Raum hauptsächlich die PlayStation-Titel veröffentlicht. Aber auch für die Wii und den Nintendo DS sind in Deutschland inzwischen Titel erschienen:
- One Piece: Grand Battle (2001, PlayStation)
- One Piece: Grand Battle 2 (2002, PlayStation)
- One Piece: Grand Battle 3 (2003, PlayStation 2, GameCube)
- One Piece: Round the Land (2004, PlayStation 2, GameCube)
- One Piece: Grand Battle 4 (2005, PlayStation 2, GameCube, Game Boy Advance)
- One Piece: Pirates' Carnival (2005, PlayStation 2, GameCube)
- One Piece: Grand Adventure (2006, PlayStation 2)
- One Piece: Unlimited Cruise 1 – Der Schatz unter den Wellen (2009, Wii)
- One Piece: Unlimited Cruise 2 – Das Erwachen eines Helden (2009, Wii)
  - One Piece: Unlimited Cruise Double Pack (2010, Wii)
- One Piece: Gigant Battle (2011, Nintendo DS)
- One Piece: Unlimited Cruise SP (2012, Nintendo 3DS)
- One Piece: Unlimited Cruise SP 2 (2012, Nintendo 3DS)
- One Piece: Pirate Warriors (2012, PlayStation 3)
- One Piece: Pirate Warriors 2 (2013, PlayStation 3, PS Vita)
- One Piece: Romance Dawn (2013, PlayStation Portable, Nintendo 3DS)
- One Piece: Unlimited World Red (2014, PlayStation 3, PS Vita, Wii U, Nintendo 3DS)
- One Piece: Pirate Warriors 3 (2015, PlayStation 3, PlayStation 4, PS Vita, PC)
- One Piece: Burning Blood (2016, PlayStation 4, Xbox One, PS Vita, PC)
- One Piece: World Seeker (2019, PlayStation 4, Xbox One, PC)
- One Piece: Pirate Warriors 4 (2020, PlayStation 4, Xbox One, Nintendo Switch, PC)
- One Piece Odyssey (2023, PlayStation 4, PlayStation 5, Xbox Series X/S, Nintendo Switch, PC)

Die PlayStation-Titel mit Ausnahme der Pirate Warriors-Reihe erschienen dabei mit einer englischen Synchronisation. Diese Titel sowie die Wii- und Nintendo-DS-Titel und die PS3-Version von Unlimited World Red besitzen nur eine japanische Sprachausgabe und deutsche Untertitel.

### Weitere Spiele
Ähnlich wie bei anderen erfolgreichen Serien wurde für die Serie ein Trading Card Game konzipiert und zunächst von Bandai in Japan auf den Markt gebracht. Die deutsche Umsetzung fand durch die AMIGO Spiel + Freizeit GmbH statt.

### Repliken und Vergnügungspark

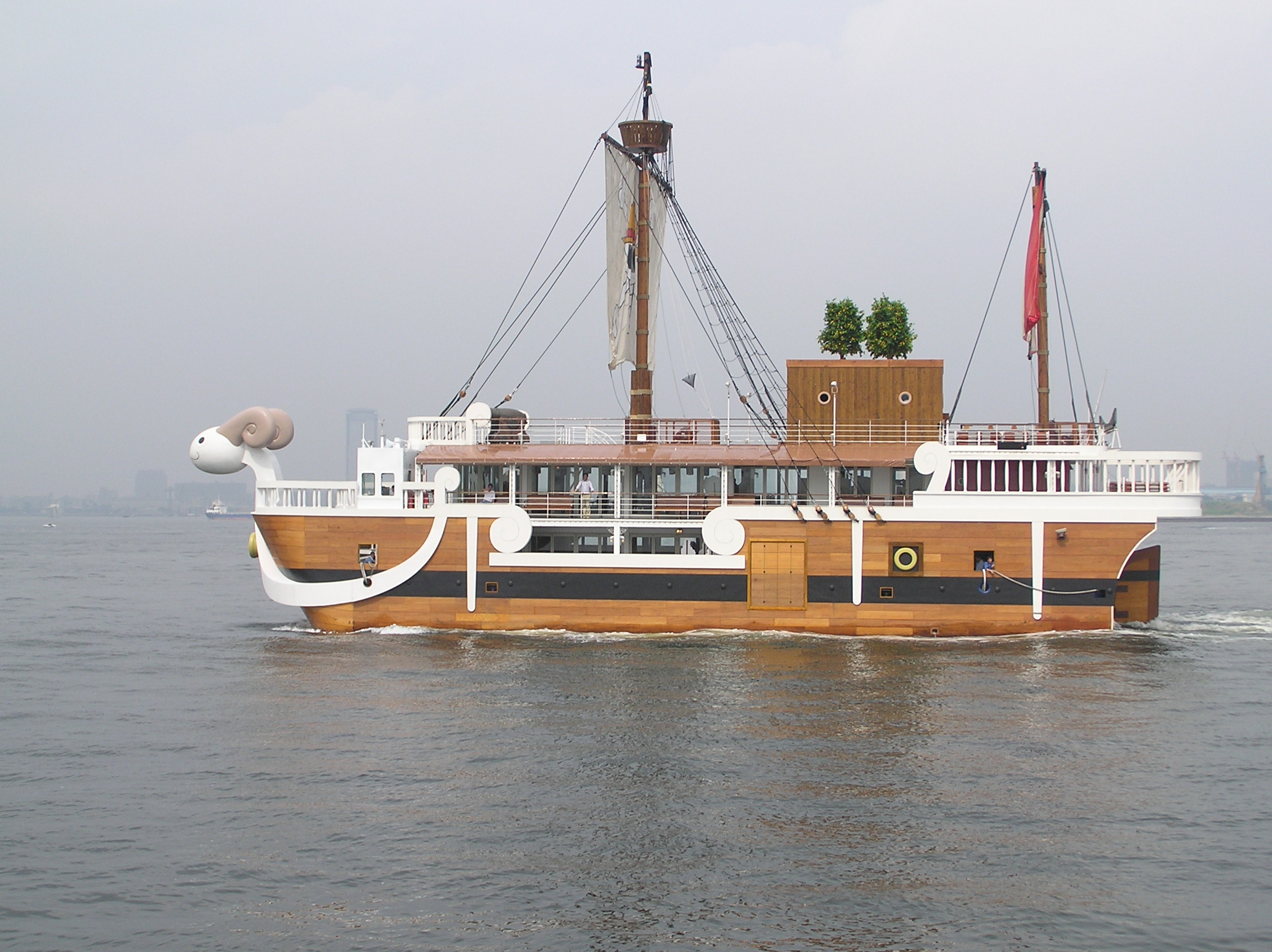
Die Replik der Flying Lamb vor der Umgestaltung (2003)

Von beiden Schiffen der Strohhutbande gibt es Repliken: Die Karavelle Going Merry, in der deutschen Fassung Flying Lamb genannt, kreuzt als motorbetriebene Fähre in der Bucht vor Tokio. Im Jahr 2005 wurde das Aussehen der Replik an den Stand im Manga angepasst. Im April 2011 war dann auch die Replik der Thousand Sunny im Freizeitpark Huis Ten Bosch in Sasebo, Nagasaki startklar. Anlässlich der Einführung des neuen Schiffs Thousand Sunny und des zehnjährigen Jubiläums des Mangas wurde ein „One Piece Beach House“ errichtet, an den eine verkleinerte Replik des Bugs der Thousand Sunny angebaut ist.
Mit dem Tokyo One Piece Tower wurde 2015 ein Indoor-Freizeitpark zu One Piece eröffnet, der sich im Tokyo Tower befand. 2020 wurde er wegen der COVID-19-Pandemie geschlossen und nicht wieder eröffnet.

## Wirtschaftlicher Erfolg und Auszeichnungen
One Piece steht in Japan gegenwärtig auf Platz 1 der Liste der erfolgreichsten Mangaserien aller Zeiten: Im August 2022 überschritt die Serie die Auflage von 500 Millionen Exemplaren weltweit. Im Juni 2015 wurde die Reihe vom Guinness-Buch der Rekorde als meistverkaufte Comicserie der Welt eines einzelnen Autoren ausgezeichnet. Im Jahr 2010 wurden 32,3 Millionen Bände und im Jahr 2011 38 Millionen Bände (das sind mehr als die Plätze 2–9 der meistverkauften Serien aus 2011 zusammen) verkauft. Außerdem ist One Piece die Mangaserie, welche die „magische Grenze“ von 100 Millionen verkauften Exemplaren allein in Japan bisher am schnellsten erreicht hat und auch die erste Serie, die mehr als 200 Millionen Exemplare verkaufen konnte. Im November 2011 wurden in Japan von Band 64 vier Millionen Exemplare gedruckt, die höchste jemals erreichte Startauflage eines einzelnen Mangabandes und überhaupt eines einzelnen Buches in Japan. Zuvor brach Band 57 im Februar 2010 mit einer Startauflage von 3 Millionen Exemplaren den bisherigen Erstauflagenrekord aller Bücher von Harry Potter mit 2,9 Millionen Exemplaren von Harry Potter und der Orden des Phönix. Über elf Jahre hinweg lag One Piece auf Platz 1 der Manga-Verkaufscharts in Japan. Erst 2019 wurde es durch Demon Slayer abgelöst und liegt seither üblicherweise auf Platz 2 nach wechselnden, im jeweiligen Jahr erfolgreicheren Serien. Auch die jeweils neuen japanischen Tankōbon steigen seit Jahren regelmäßig auf Platz 1 der Manga-Verkaufscharts ein. So wurden in der Woche vom 30. April bis zum 6. Mai 2012 über zwei Millionen Kopien von Band 66 innerhalb der ersten Verkaufswoche abgesetzt und erreichte somit Platz 1 der Oricon-Charts. Zum Vergleich setzte der zweitplatzierte und in der gleichen Woche erschienene Band 60 der Naruto-Mangaserie im gleichen Zeitraum etwa 850.000 Kopien ab. Auch international verkauft sich die Serie gut. Bis 2022 wurden fast 3 Millionen Bände in den USA verkauft, fast 32 Millionen in Frankreich und bis April 2021 etwa 18 Millionen in Italien. In Deutschland wurden bis 2022 6,7 Millionen Bände verkauft. Damit steht die Serie auf Platz 2 hinter Dragon Ball.
One Piece war von 2000 bis 2002 für den Osamu-Tezuka-Kulturpreis nominiert, unterlag aber alle drei Male anderen Manga. 2012 wurde die Serie mit dem Großen Preis der Japan Cartoonists Association ausgezeichnet. Sie erhielt 2005 und 2009 jeweils den Sondermann-Publikumspreis der Frankfurter Buchmesse in der Kategorie „Manga/Manhwa international“. Die Serie wurde im April 2012 mit dem 41. Japan Cartoonist Awards ausgezeichnet.
Die ersten drei One-Piece-Kinofilme zählten in Japan zu den zehn erfolgreichsten japanischen Produktionen des jeweiligen Jahres. Der sechste One-Piece-Kinofilm aus dem Jahr 2005, Omatsuri-danshaku to Himitsu no Shima, spielte 1,2 Milliarden Yen (etwa 8,7 Millionen Euro) ein und war in Japan sechs Wochen lang in den Kino-Top-Ten. Der zehnte Film One Piece Strong World schaffte es zwei Wochen lang den ersten Platz der japanischen Kinocharts zu belegen und spielte insgesamt 4,8 Milliarden Yen (etwa 58 Millionen Euro) ein. Beim zwölften Film One Piece Z wurden beim Start des Films in Japan am ersten Wochenende 1,14 Millionen Eintrittskarten mit einem Erlös von 1,372 Milliarden Yen (ca. 12 Mio. Euro) verkauft und dies war damit in Japan der erfolgreichste Kinostart eines Films im Jahr 2012.

## Analyse
Laut dem Tagesspiegel hat der Manga es geschafft, den ursprünglich klaren Rahmen mit dichten Erzählungen, Aberwitz und Tiefe zu füllen und spricht durch das Älterwerden der Leser und des Autors zunehmend ernstere gesellschaftskritische Themen an, wie etwa Rassismus, Unterdrückung und Folter. Auch der Konflikt zwischen Gut und Böse wird durch die Marine und deren Handlungen immer mehr vermischt. Einflüsse finden sich aus der globalen Kulturgeschichte, von US-Rappern wie Eminem, römischen Mythen wie der Aeneis, arabischen Mythen, japanischen Arthouse-Schauspielern, aber auch vom Zweiten Weltkrieg. Seine Zeichnungen bleiben bei den Figuren relativ schlicht, auch wenn sich die Umgebungen ebenso aus der globalen Architektur bedienen, wie etwa der italienischen Renaissance und dem Schloss Neuschwanstein.

## Kulturelle Auswirkungen
Der Stroh-Hut Jolly Roger erlangte im August 2025 durch Proteste in Indonesien Bekanntheit, die sich im Vorfeld des 80. Jahrestages der Unabhängigkeit des Landes verstärkten. Nachdem Prabowo Subianto dazu aufrief, indonesische Flaggen zu hissen, wählten Unzufriedene stattdessen die One-Piece Totenkopfflagge. Der stellvertretender Sprecher des Repräsentantenhauses bezeichnete diese Aktion als Versuch, die Nation zu spalten.
Nach den Erdbeben in Kumamoto 2016 unterstützte der aus dieser Präfektur stammende Odo den Wiederaufbau der Region mit der Aufstellung von 10 Statuen, die Charaktere aus dem Manga darstellen.